# Autobus de Périgueux
Vous lisez un « bon article » labellisé en 2013.
Le réseau d'autobus de Périgueux, exploité sous l'appellation commerciale Péribus, dessert en France la ville de Périgueux et sa communauté d'agglomération.
Ce réseau appartient au Grand Périgueux depuis le 1er janvier 2014, date de création de l'intercommunalité, en lieu place de l'ancien syndicat mixte « Péribus ». Il est exploité en régie publique par un établissement public à caractère industriel et commercial (EPIC), nommé « Régie Péribus » depuis le 1er juillet 2013. Le 3 septembre 2018, le réseau est entièrement modifié.

## Histoire

### Chronologie
- 1987 : Ouverture du réseau Péribus en remplacement de l'ancien réseau urbain qui était assuré par les transports Gonthier-Nouhaud de 1942 à 1987. Gonthier-Nouhaud est à l'origine de la création  de la Périgourdine Urbaine de Bus qui a exploité le réseau de transports urbains de Périgueux jusqu'en 2013.
- 1991 : Ouverture de la boutique Péribus, place Montaigne.
- 2004 : Le Grand huit naît.
- 2008 : De nouvelles lignes de bus sont créées (B1 et B2, C1 à C3, M1 et M2, T) à la place des anciennes dessertes par zones.
- 2009 : La ligne 5 est prolongée jusqu'au Pôle interconsulaire.
- 2012 : Le Grand huit laisse la place à la Grande boucle, et la ligne NSe est créée dans le but d'offrir une desserte de bus entre Cré@vallée et le centre hospitalier de Périgueux, via le lycée agricole et la gare SNCF toutes les 20 minutes en heures de pointe du lundi au vendredi.
- 2013 : Péribus change de mode d'exploitation et devient une régie après avoir été exploité par la société privée Périgourdine Urbaine de Bus (PUB), ex-filiale du groupe Transdev.
- 2015 : 19 Nouveaux bus livrés par le constructeur MAN, dont deux Lion's City hybrides.
- 2018 : Le réseau Peribus est entièrement restructuré et fonctionne gratuitement pendant un mois afin de permettre aux usagers de découvrir les nouvelles lignes du réseau.
- 5 novembre 2018 : La ligne K5 est partiellement remplacée par les lignes K3, entre Lesparrat et La Feuilleraie, et D entre La Feuilleraie et Trélissac les Garennes.
- 2019 : Création du service de location de vélos Périvélo afin de permettre au Grand Périgueux de disposer d'un service de vélos en libre service. Cela fait partie du plan de déplacements urbains initié par l'agglomération périgourdine en 2016.
- 2019/2020 : Nouveaux bus Mercedes Citaro K C2, Sprinter City 75 et Sprinter City 45 livrés. Ces bus sont les premiers véhicules du parc de Péribus à être équipés d'écrans d'informations pour voyageurs.
- décembre 2020 : Réouverture de la ligne K5. Cette ligne dessert la halte ferroviaire de Boulazac, le campus universitaire de Boulazac, le centre commercial de Boulazac, La Feuilleraie, Trélissac les Garennes et les arrêts route du Pont et Barreyrou. Elle a été mise en place afin de correspondre aux arrivées et aux départs des TER à la halte de Boulazac, ouverte en même temps que la ligne.
- 2021 : Création de ligne R12 pour desservir Bassillac-et-Auberoche.
- 2021 : Lancement de la navette du dimanche soir (N1).
- 2022 : Création d'un nouvel établissement public industriel et commercial (EPIC) en vue de succéder à celui qui était en place de 2013 à fin 2021. Il aura la charge d'exploiter le réseau de mobilité urbaine, qui est devenu Périmouv', durant les huit prochaines années. Cette année marque aussi la finalisation du tracé du Bus à haut niveau de service (BHNS) avec la réalisation de voies dédiées sur les places Bugeaud et Francheville.
- 2 juillet 2022 : ouverture de la navette ferroviaire qui offre un mode de transport complémentaire au réseau de bus, accessible avec une carte unique de transport permettant l'intermodalité navette/bus.

### Avant Péribus
En 1888, la Société des chemins de fer du Périgord, ayant son siège social à Périgueux, exploite un réseau de chemins de fer secondaires à voie métrique, sur lequel circulent des lignes urbaines dans le département de la Dordogne, jusqu'à sa disparition en 1921. Au début du XXe siècle, les chefs-lieux de la région de la Double se différencient petit à petit des communes rurales, notamment par le développement de nouveaux moyens de transport : l'Isle est utilisée comme axe fluvial et, depuis la création de la ligne Bordeaux-Coutras-Périgueux, le nombre de voyageurs dans les trains augmente progressivement, notamment dans les années 1920. Ces derniers sont fréquentés par les pêcheurs arrivant de Périgueux, de nouveau comme des navettes à travers le département. Entre 1911 et 1921, la Société des Tramways de la Dordogne (TD) exploite un nouveau réseau de tramway à voie métrique dans le département.
En 1921, les concessions de la Société des chemins de fer du Périgord et des Tramways de la Dordogne sont rachetées par le département de la Dordogne, qui en confie l'exploitation à la Compagnie de chemins de fer départementaux (CFD), un important groupe d'exploitation de chemins de fer secondaires. Les premières lignes d'autobus urbains apparaissent seulement dans les années 1930.

### Années 1980 et 1990
Le réseau de transports urbains Péribus est créé en 1987 pour desservir les communes membres du syndicat de communes, composé des communes d'Atur, Boulazac, Champcevinel, Chancelade, Coulounieix-Chamiers, Marsac-sur-l'Isle, Notre-Dame-de-Sanilhac, Périgueux et Trélissac. En 1991, le réseau est entièrement restructuré pour la première fois et un espace Péribus est construit cette même année, afin d'accueillir et de renseigner les usagers. Le syndicat de communes devient le district de l'agglomération périgourdine en 1994, le réseau desservant toujours les communes d'Atur et de Boulazac bien qu'elles ne fassent pas partie du district. Créé le 31 janvier 1994 par arrêté préfectoral, le « syndicat mixte Péribus » rassemble le district de l'agglomération périgourdine et la commune de Boulazac. Il est l'autorité organisatrice de transport urbain (OATU) sur le périmètre des quatorze communes concernées, qui constitue le périmètre de transport urbain (PTU).En 1996, le réseau est de nouveau restructuré.
Fin 1999, le district de l'agglomération périgourdine est transformé en communauté d'agglomération périgourdine (CAP).

### Années 2000

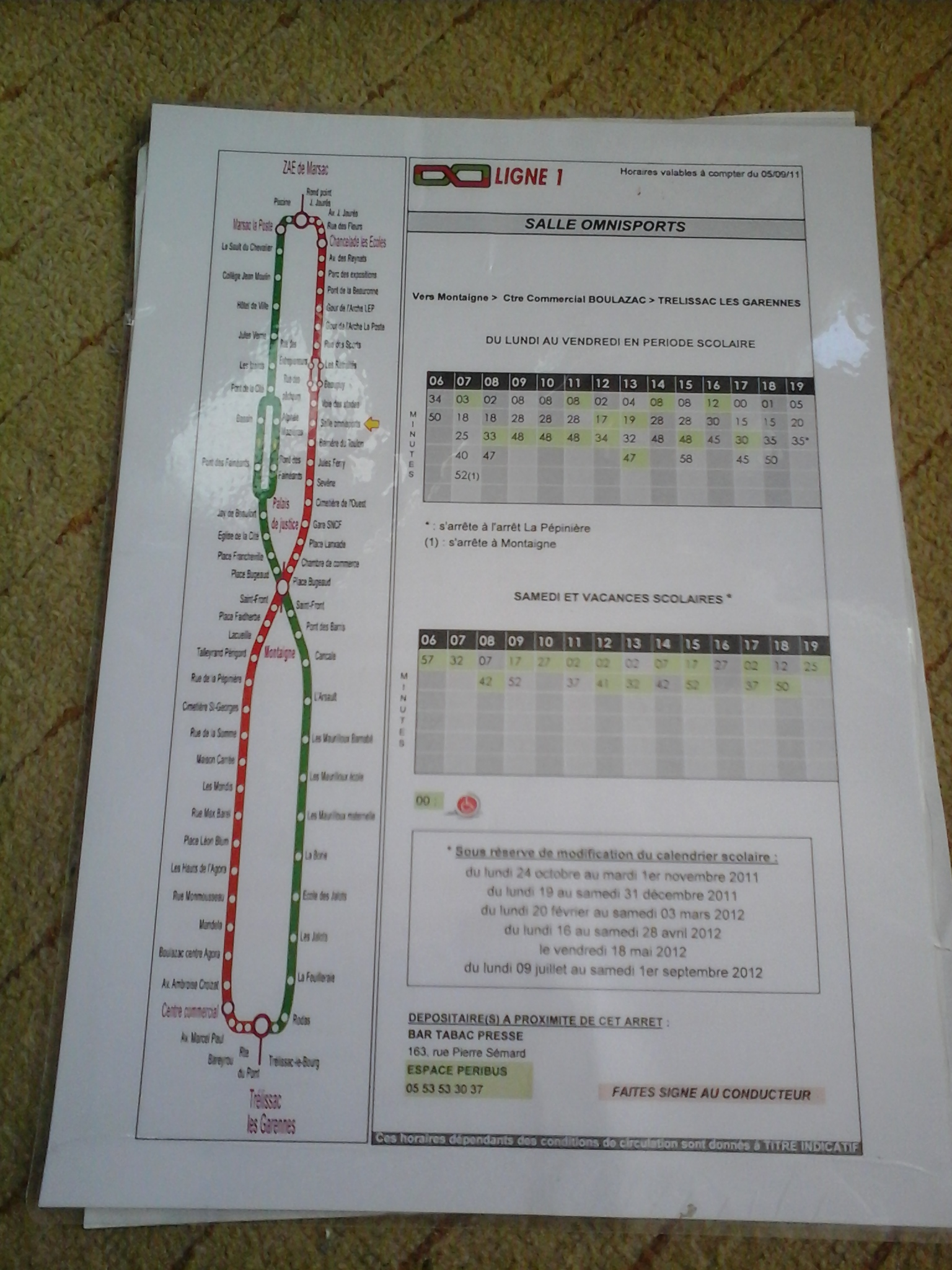
Fiche d'horaires de la ligne 1, arrêt Salle Omnisports direction Trélissac les Garennes, datant de 2011.

En 2004 sont créées les lignes 1 et 2, qui forment le « Grand Huit », et trois pôles d'échanges dans les villes de Boulazac, Marsac-sur-l'Isle et Trélissac, qui visent à mieux connecter l'ensemble du réseau. Cette même année sont mises en service des navettes reliant les pôles d'échanges à six nouvelles communes : Antonne-et-Trigonant, Château-l'Évêque, Coursac, Escoire, La Chapelle-Gonaguet et Razac-sur-l'Isle, qui ont rejoint la communauté d'agglomération périgourdine fin 2002.
Le 21 avril 2008, la desserte des communes de Chancelade, Marsac-sur-l'Isle et Boulazac est modifiée à la suite de la création des lignes de rabattement C1 à C3, M1 et M2 et B1 et B2, qui remplacent les anciens « circuits à la carte » composés des zones C, M et B, suivi de la zone T transformée en ligne T la même année.
Le 16 janvier 2009, à la suite de la décision du comité syndical, Péribus fait l'acquisition de bus standards urbains accessibles aux personnes à mobilité réduite.

### Période 2012-2018
Le 2 janvier 2012, une restructuration du réseau, préparée depuis plusieurs années, est effectuée afin d'améliorer la desserte :
Les lignes 1 et 2, formant le « Grand Huit », disparaissent au profit de la « Grande Boucle ». La principale nouveauté est la suppression de la rupture de charge entre les deux lignes aux pôles de Trélissac et de Marsac. Les bus qui précédemment faisaient un échange de ligne aux deux terminus ne font désormais que se croiser sans changement (qui était égal à une sérieuse perte de temps), en sens intérieur ou en sens extérieur, et assurent une boucle complète.
La Grande Boucle remplace le Grand Huit qui a vu le jour en 2004, lors de la précédente grande restructuration du réseau. Le Grand Huit formait le lien entre les lignes 1 et 2, alors qu’auparavant, ces deux lignes étaient distinctes. Le « G8 » avait pour but de renforcer les fréquences de ces deux lignes : toutes les 15 minutes en période scolaire et toutes les 35 minutes en période de vacances à partir de 2004. Les tracés connurent alors une modification : la ligne 1 qui avait pour pôle de terminus « Agora », du côté est de l'agglomération, finissait par aller jusqu'à « Trélissac les Garennes » comme la ligne 2 qui, elle, ne dépassait pas « La Feuilleraie ». La ligne 1 fut remplacée par la ligne C2 du côté du « Bois de Terrassonnie ». Les deux lignes alternaient à « Trélissac les Garennes » et « ZAE de Marsac ».
Les autres lignes principales sont toutes liées à la Grande Boucle. La ligne « Nord Sud express » (NSe) est aussi créée, avec cinq ans d'avance sur le calendrier d'origine, et permet de circuler rapidement entre la ZAE de Cré@vallée et le centre hospitalier, grâce à sa fréquence d'environ 15 à 20 minutes aux heures de pointe.
Pour certains utilisateurs, quinze jours après les changements réalisés sur le réseau, les bus de la ligne sont trop lents et mettent « une heure pour faire cinq kilomètres ». La ligne 3 est séparée en deux lignes, une qui garde cette numérotation et dessert principalement la commune de Notre-Dame-de-Sanilhac, et une deuxième numérotée 8 reliant Périgueux à Coulounieix-Chamiers. La ligne 4 permet de relier le parc de logements sociaux situé à Coulounieix-Chamiers, soit au dojo départemental, soit au bourg de Coulounieix. La ligne 5 permet de faire des liaisons entre la gare SNCF, le pôle universitaire et le centre-ville. La ligne 6 garde l'intégralité de son tracé lors de la refonte de janvier 2012, avec seulement une modification de ses horaires. Côté Champcevinel, la ligne 7 a perdu une partie de sa fréquentation à la suite de cette restructuration ; côté Boulazac, la boucle sur « Boisserie — Les Jaures » est elle aussi supprimée en raison du faible niveau de fréquentation. Cette ligne se prolonge jusqu'à l'agora dans le centre-ville de Boulazac. La ligne 9 ne subit pas de grands changements, et priorise la liaison directe vers les arrêts « Les Jaures » et « Peyrinet », où la population y est dense et la demande de transport forte.
Les lignes B1 et B2 sont regroupées au sein d'une ligne B, élargie par un parcours dans le quartier Bauchaud de Boulazac, à la suite d'une demande des riverains. À Chancelade, les boucles C1, C2 et C3 sont actuellement des tracés directs et permettent des voyages de courte durée. La ligne C4 est créée pour optimiser ces trajets. Les lignes de Marsac-sur-l'Isle M1 et M2 n'ont pas connu de changements d'itinéraires mais d'horaires, améliorant ainsi le service durant les vacances scolaires. À Trélissac, la ligne T qui formait une boucle, est scindée en deux lignes T1 et T2 depuis début janvier 2012, ce qui améliore également la desserte.
Le 19 septembre 2012, Péribus organise une flash mob à l'occasion de la Journée nationale des transports publics.
Le 16 novembre 2012, les élus du syndicat mixte ont voté la fin de la gestion déléguée de l'exploitation du réseau Péribus et sa reprise en gestion publique, pour des raisons économique et politique,,.
En effet, la précédente délégation de service public avec Pub Gonthier Nouhaud, filiale de Veolia Transdev, se terminait à la fin de l'année 2012 ; ce groupe, ainsi que « RATP Dev », une filiale de la RATP, avaient chacun répondu à l'appel d'offre pour reprendre l'exploitation, mais aucune des deux n'a été acceptée par le syndicat mixte,.

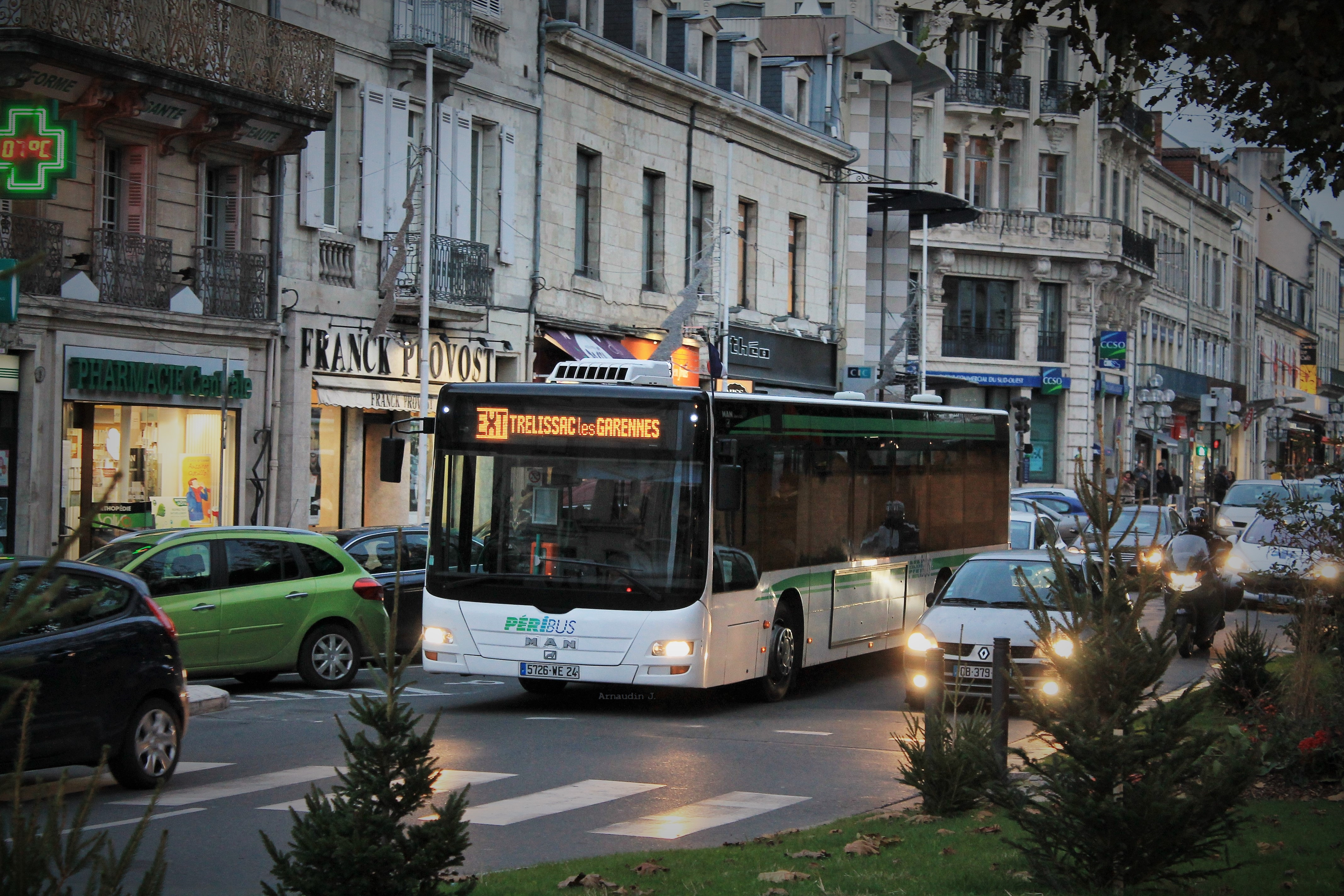
MAN Lion's City A21 numéro 604 du réseau Péribus sur la ligne grande boucle extérieure.

Toutefois, selon Jacques Auzou, maire de Boulazac, la création de la nouvelle structure, un EPIC, devrait coûter 860 000 € au lieu d'économiser 88 000 € comme annoncé par la majorité. Depuis le 1er juillet 2013, le réseau de transport Péribus est donc opéré en régie par un établissement public à caractère industriel et commercial (EPIC) créé par le syndicat mixte,, après que le contrat avec la société Périgourdine Urbaine de Bus (PUB) qui exploitait Péribus a été prolongé de six mois pour permettre la transition entre les deux gestions. L'EPIC, dénommé Régie Péribus, dispose d'un conseil d'administration qui regroupe des élus du syndicat mixte Péribus, des représentants du personnel et des experts. Son président est Michel Moyrand, maire de Périgueux de 2008 à 2014, assisté de Michel Testut, maire de Chancelade et vice-président de l'EPIC. L'entreprise publique est dirigée par Ronan Goalen, ancien responsable d’exploitation des transports en commun de La Rochelle.
En 2013, la communauté d'agglomération périgourdine élabore le projet de plan de déplacements urbains (PDU),, dont le réseau de bus est l'outil de mise en œuvre. L'itinéraire d'une future ligne, qui reliera Coulounieix-Chamiers et Boulazac, est encore en préparation. Validé en novembre 2013, le PDU prévoit des couloirs réservés aux autobus pour améliorer la fréquence et la vitesse de ses véhicules pour en faire des bus à haut niveau de service (BHNS) et la création en périphérie de quatre parkings-relais. Les mises en service seront progressives, en fonction des travaux, qui s'étaleront de 2016 à 2020.
La création au 1er janvier 2014 de la structure intercommunale nommée « Le Grand Périgueux » modifie le périmètre de transport urbain, mais à cause de soucis économiques, Péribus risque de ne pas s'étendre à l'échelle de ce nouveau territoire. Les trente-trois communes membres étudient une éventuelle extension du réseau actuel. Le « Syndicat mixte Péribus » est alors supprimé.
L'espace Péribus devient « Espace Transport » et change de local à partir du 18 août 2014. À partir de septembre 2014, Péribus met en place un réseau de lignes scolaires assurées par des entreprises privées sous contrat avec l'intercommunalité[réf. nécessaire].
Plusieurs modifications sont effectives le janvier 2015 : au niveau des lignes principales, la 3 débute route d'Atur au lieu de Notre-Dame-de-Sanilhac, et dessert le bourg d'Atur ; la ligne NSe est étendue jusqu'à Trélissac les Romains ; changement des horaires et adaptation du tracé de la grande boucle ; en deuxième couronne, la ligne 11, étendue à Cré@vallée Nord, passe de transport à la demande à un rythme de cinq allers-retours quotidiens dans la semaine, et deux le samedi ; la ligne de rabattement T1 est aménagée pour desservir le quartier de la Petite Mothe à Trélissac ; une nouvelle ligne de rabattement (B2) est créée entre Bassillac et le centre commercial de Boulazac, à raison de 2 à 3 dessertes par jour.

Les lignes du réseau Péribus en 2013.

Le 4 janvier 2016, 18 nouveaux bus entrent en service dans le cadre du renouvellement partiel du parc : neuf autobus standards MAN Lion's City répondant à la norme Euro 6 dont deux hybrides, 10 midibus MAN Lion's City M et deux minibus destinés au transport de personnes en situation de handicap via le service Handibus. Ces véhicules inaugurent la nouvelle identité visuelle du réseau jaune et grise et le nouveau logo où le nom du réseau est désormais « Le Péribus ».
Le 1er mars 2016, la nouvelle billettique, représentée par des cartes magnétiques, remplace les précédents tickets et cartes d'abonnements. Les tarifs et la palette d'abonnements restent inchangés, mais cette nouvelle billettique a pour vocation de mieux cerner les secteurs les plus demandeurs en matière de dessertes afin de les prendre en compte pour la prochaine refonte du réseau.
En 2017 a lieu une étude pour une refonte complète du réseau en 2018, et des bus à technologie innovante (bus électriques, bus à hydrogène) sont testés sur les lignes de Péribus en vue de commander des bus propres dans les années à venir.
L'étude a montré que les trois quarts de la fréquentation du réseau se concentraient sur les deux lignes de la Grande Boucle et qu'en semaine, les trois quarts des usagers sont des scolaires. Le réseau va donc être réorganisé à partir de septembre 2018. La Grande Boucle sera supprimée, le nombre total de lignes va passer de 25 à 47 lignes dont quatre lignes principales desserviront les points les plus fréquentés : centre commercial de Boulazac-Pôle d'échanges multimodal (derrière la gare) ; centre commercial de la Feuilleraie-Tourny ; rond-point de Mériller à Coulounieix-Chamiers-Hôpital ; zone d'activités économiques de Marsac-Tourny-Hôpital.

Véhicules de la flotte en 2013.
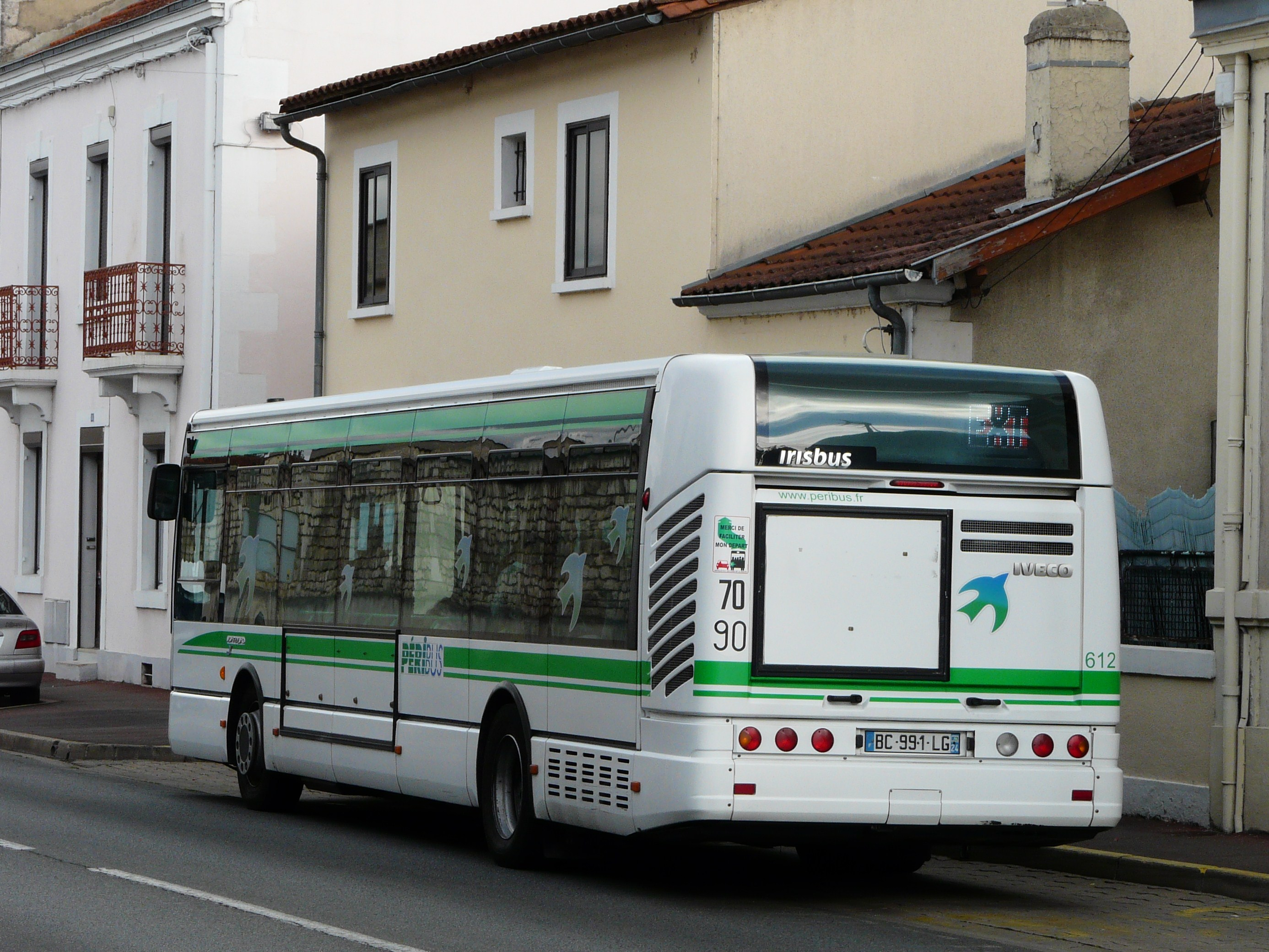
Irisbus Citelis.
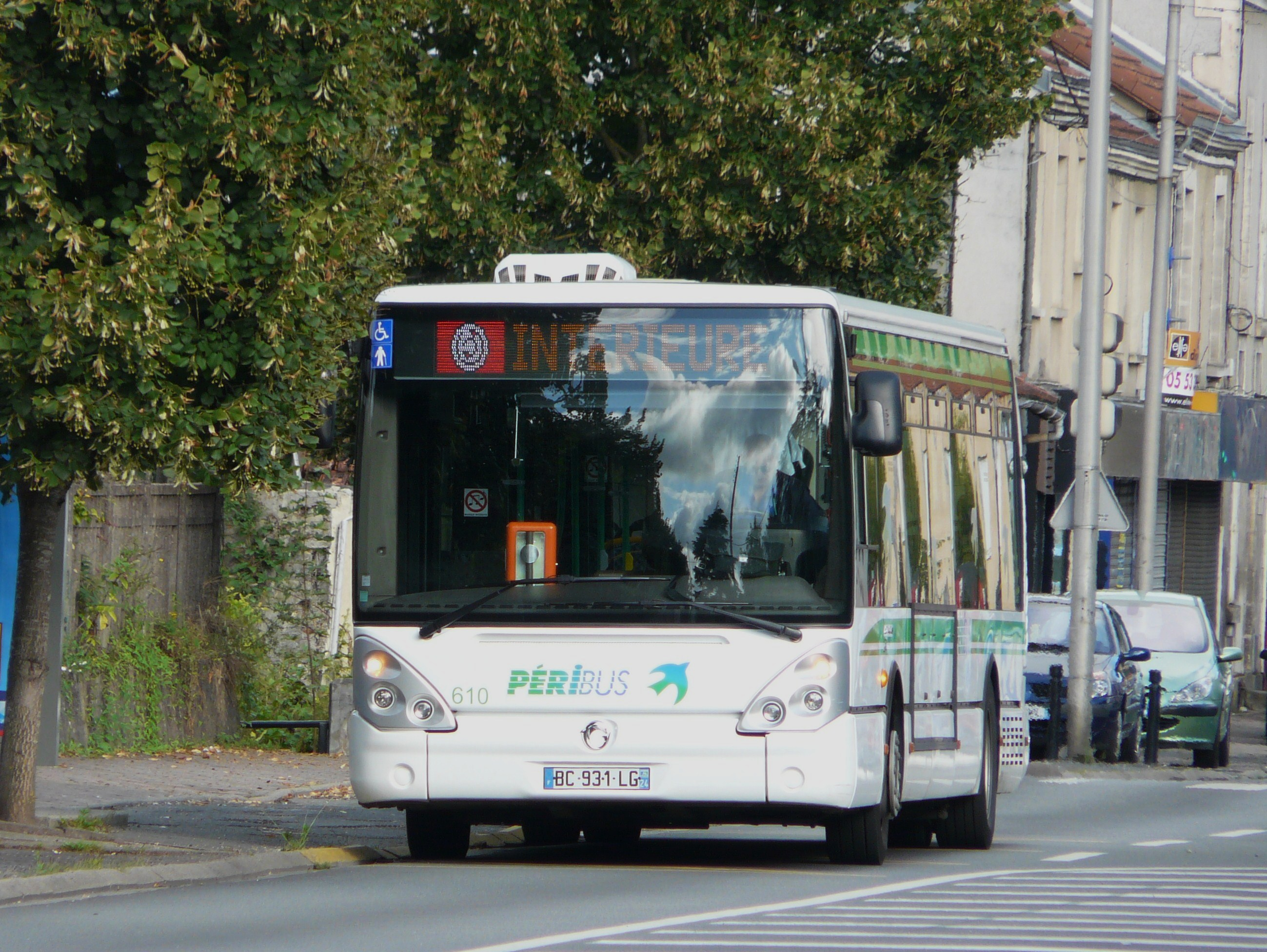
Irisbus Citelis.
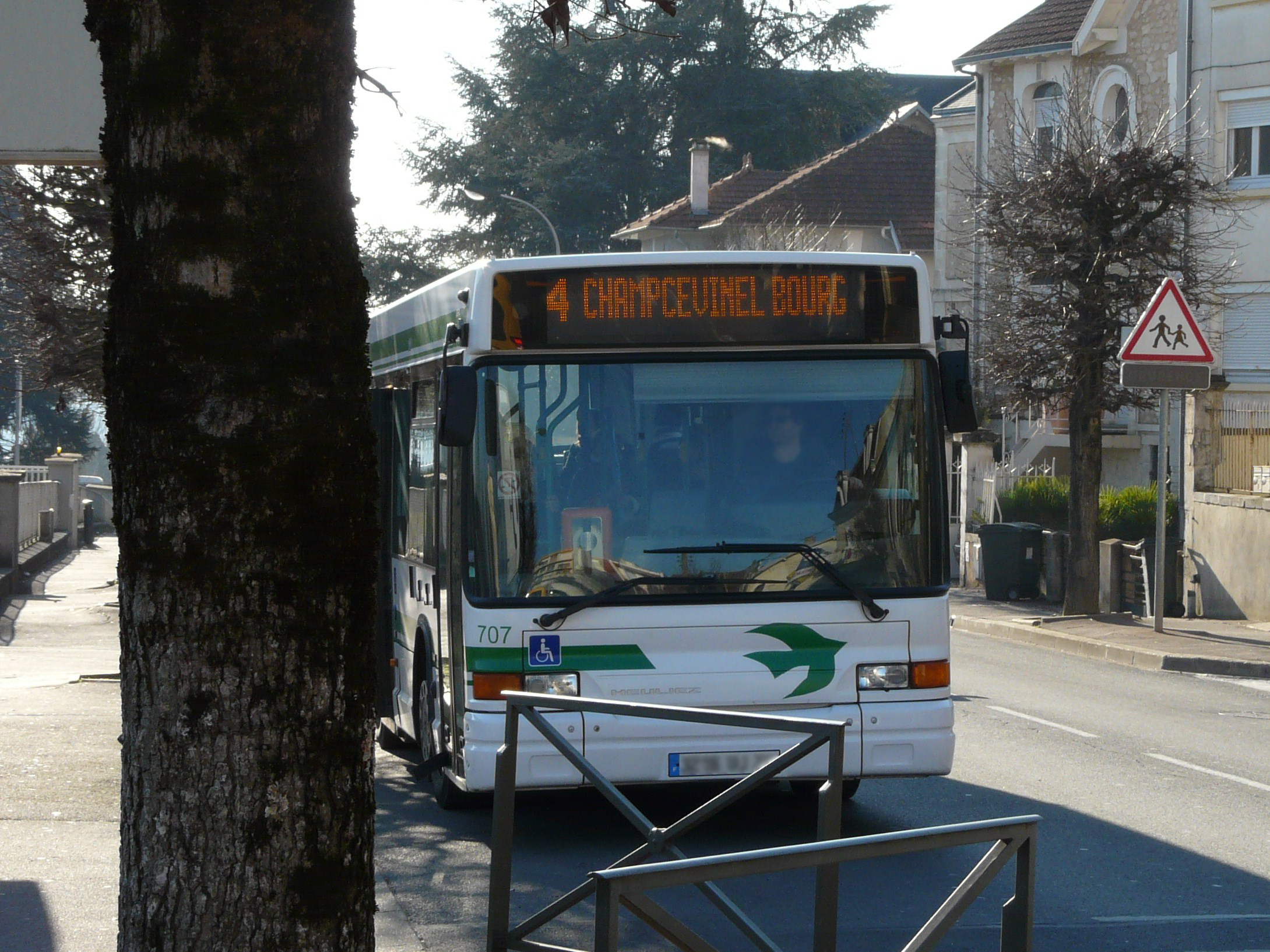
HeuliezBus GX 117.
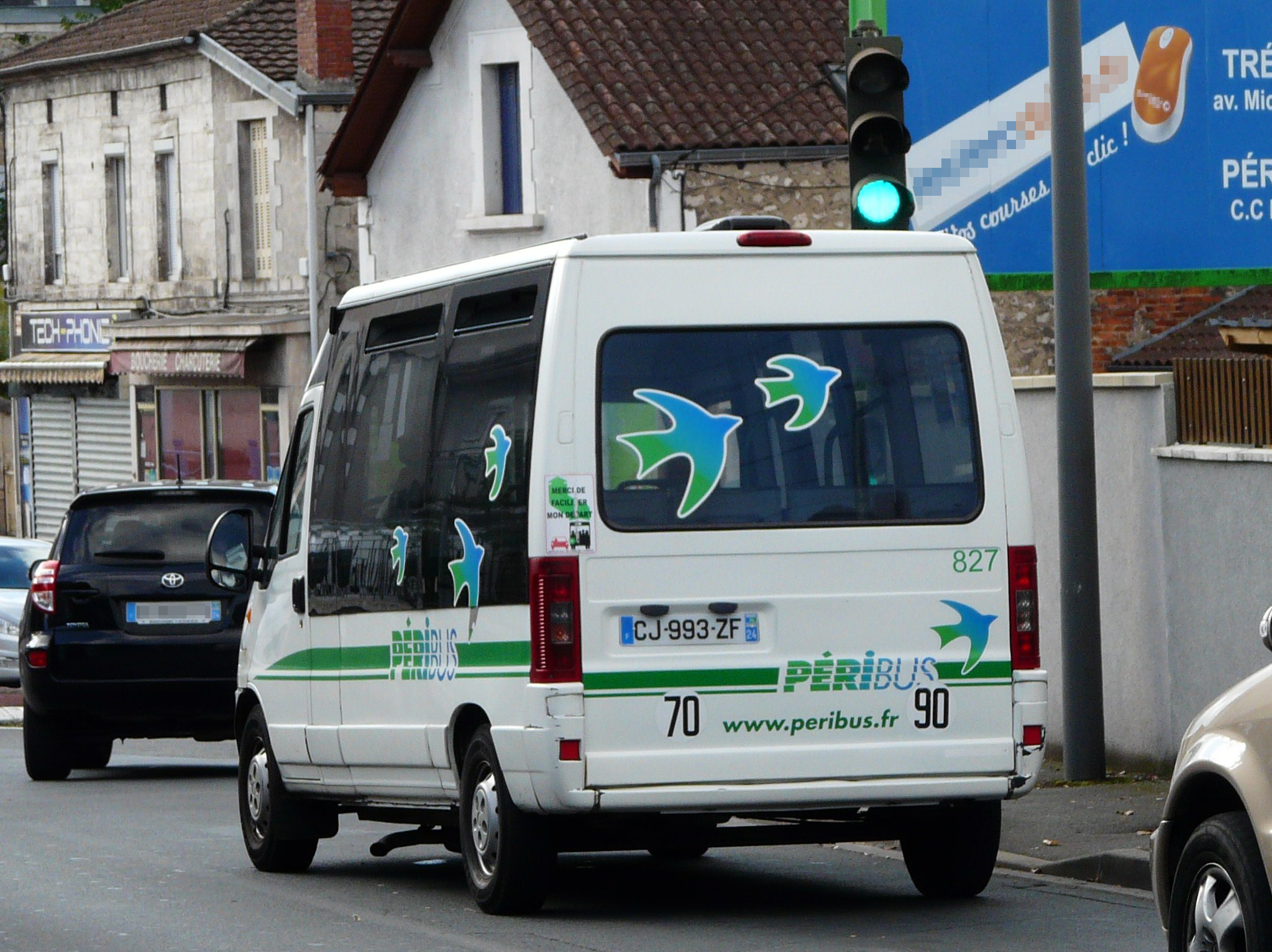
Dietrich Noventis 220.

### À partir de septembre 2018

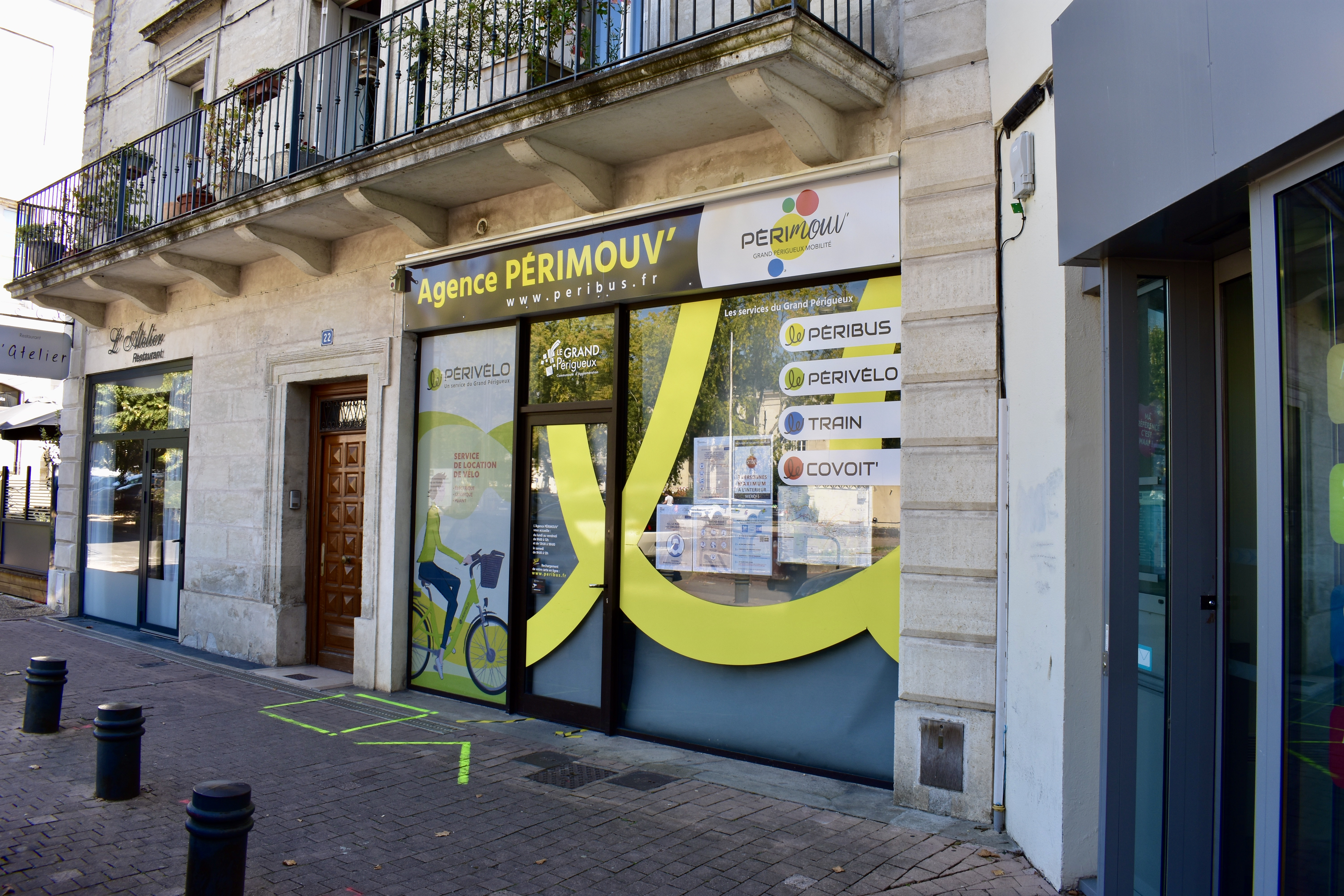
Agence commerciale

Le 3 septembre 2018, le jour où s'effectue la rentrée scolaire, l'ensemble du réseau est profondément modifié. Il se compose désormais de : quatre lignes structurantes (A, B, C et D) au départ des principaux pôles urbains ; sept lignes express (e1 à e7) desservant huit parkings relais ; quatre lignes de quartier (k1 à k4 ; la k5 a été supprimée en octobre 2018) ; onze lignes de rabattement (R1 à R11) avec une desserte le matin et une autre le soir, principalement pour les scolaires, depuis les communes extérieures ; dix-huit lignes scolaires pour les écoles maternelles et primaires ; vingt-sept lignes scolaires pour les collèges et lycées ; la navette du centre-ville, du lundi au samedi ; vingt lignes de « Telobus » (T1 à T20), transport à la demande depuis les communes extérieures, sur réservation téléphonique préalable ; « Handibus », pour les personnes en situation de handicap, service étendu aux quarante-trois communes du Grand Périgueux.
Après observation du nouveau réseau sur deux semaines, treize lignes (A, B, C, D, e1, e3, e5, e6, K1, K4, R1, R2 et R9) de celui-ci vont être aménagées à partir du 17 ou du 24 septembre, par l'ajout ou le retrait d'arrêts et/ou par des horaires différents.
À partir du 5 novembre 2018, de nouveaux aménagements d'horaires ou de dessertes d'arrêts sont effectués sur plusieurs lignes (e3, e4, k2, k3, k4, N). De plus, la ligne k5 est supprimée et deux lignes majeures sont modifiées : B avec l'ajout de l'arrêt Marcel-Paul et D avec comme nouveau terminus Trélissac les Garennes,.
Le 29 avril 2019, à la mise en service de l'arrêt du pôle d'échanges multimodal, derrière la gare, nombre de lignes sont modifiées (ajout, déplacement ou suppression d'arrêts).
De plus en 2018, à l'origine, neuf lignes express devaient entrer en service ; seules sept ont été réellement affectées. Les deux manquantes devaient desservir la gare de Niversac et les Grèzes (à Chancelade), voire éventuellement Château-l'Évêque.
Alors que les travaux en vue de transformer une partie du réseau en bus à haut niveau de service (BHNS) avec couloirs de circulation dédiés devaient débuter en 2016, les aménagements ne sont présentés en réunion publique qu'en juin 2017. La première phase des travaux débute en 2018 et le BHNS est officiellement mis en service le 20 décembre 2019,.
Parallèlement, en avril 2019, la ville a inauguré son nouveau pôle d'échanges multimodal derrière la gare (accès facilité aux bus, piétons, vélos et TER). D'ici 2021, une nouvelle passerelle piétonne surplombera les quais de la gare pour relier cette dernière et le pôle d'échanges.
En juillet 2020, des caméras de vidéoprotection sont installées sur les trois quarts des bus.
En décembre 2020, la ligne k5 refait son apparition afin de desservir la nouvelle halte ferroviaire de Boulazac et les horaires sont aménagés sur les lignes A, B, C, D, e1, R2, R3, R5 et R6 pour se caler sur les nouveaux horaires des lignes SNCF.
La mise en service du tronçon du BHNS passant au niveau de la place Bugeaud, initialement prévue pour 2019, a été retardée et ne devrait finalement, après travaux, s'effectuer qu'en 2022.
En septembre 2021, une nouvelle ligne de rabattement R12 est créée depuis le bourg du Change à destination de Boulazac Centre commercial, en correspondance avec la ligne B.
À compter du 24 avril 2023, la ligne e6 change d'itinéraire afin de desservir le lycée agricole et Coulounieix Bourg en complément des lignes K4A et K4B. Elle part de la trésorerie publique, dessert le PEM puis reprend l'itinéraire de l'ancienne ligne NSe jusqu'à Cré@vallée.

## Lignes du réseau
Le réseau décrit ci-dessous est celui qui fonctionne depuis le 3 septembre 2018.

### Parkings relais
Afin de faciliter la circulation dans Périgueux, la communauté d'agglomération a prévu l'implantation de huit parkings relais dont sept sont déjà effectifs début mai 2019 : Lesparat (à côté de la salle de spectacle et de sport du Palio) à Boulazac, au centre aquatique de l'Aquacap à Champcevinel, face au parc des expositions à Chancelade, au rond-point Mériller et à Cré@Vallée Nord à Coulounieix-Chamiers, à  Charriéras à Trélissac, ainsi qu'au centre commercial Auchan dans la ZAE de Marsac-sur-l'Isle. À cette même période, le dernier, Borie Marty à Sanilhac, est en cours de finalisation.
Signalés par des bornes marquées « P+R », tous sont desservis au moins par des lignes Express permettant un accès rapide aux principaux pôles de Périgueux.

### Lignes majeures
Au départ des principaux pôles urbains, quatre lignes majeures (A, B, C et D) fonctionnent du lundi au samedi, hors jours fériés. Le service du réseau commence au plus tôt à 6h16 (ligne B) et se termine au plus tard à 20h34 (ligne A).
| Ligne | Caractéristiques | Caractéristiques                                                       | Caractéristiques                                                       | Caractéristiques                                                       | Caractéristiques                                                       | Caractéristiques                                                       | Caractéristiques                                                       | Caractéristiques                                                       | Caractéristiques                                                       |
| A     | Marsac-sur-l'Isle — ZAE Marsac ⥋ Périgueux — Centre hospitalier | Marsac-sur-l'Isle — ZAE Marsac ⥋ Périgueux — Centre hospitalier        | Marsac-sur-l'Isle — ZAE Marsac ⥋ Périgueux — Centre hospitalier        | Marsac-sur-l'Isle — ZAE Marsac ⥋ Périgueux — Centre hospitalier        | Marsac-sur-l'Isle — ZAE Marsac ⥋ Périgueux — Centre hospitalier        | Marsac-sur-l'Isle — ZAE Marsac ⥋ Périgueux — Centre hospitalier        | Marsac-sur-l'Isle — ZAE Marsac ⥋ Périgueux — Centre hospitalier        | Marsac-sur-l'Isle — ZAE Marsac ⥋ Périgueux — Centre hospitalier        | Marsac-sur-l'Isle — ZAE Marsac ⥋ Périgueux — Centre hospitalier        |
| ----- | --- | ---------------------------------------------------------------------- | ---------------------------------------------------------------------- | ---------------------------------------------------------------------- | ---------------------------------------------------------------------- | ---------------------------------------------------------------------- | ---------------------------------------------------------------------- | ---------------------------------------------------------------------- | ---------------------------------------------------------------------- |
| A     | Ouverture / Fermeture 3 septembre 2018 / — | Longueur —                                                             | Durée —                                                                | Nb. d’arrêts 22                                                        | Matériel Lion's City Hybride Lion's City Citelis 12                    | Jours de fonctionnement L, Ma, Me, J, V, S                             | Jour / Soir / Nuit / Fêtes O / N / N / N                               | Voy. / an —                                                            | Exploitant EPIC                                                        |
| A     | Desserte : - Communes : Marsac-sur-l'Isle, Chancelade, Périgueux - Principaux arrêts desservis : ZAE de Marsac (P+R), Chancelade les Écoles, Pont de la Beauronne-LEP, Salle omnisports, Jules Ferry, Gare SNCF, Bugeaud, Tourny-Pompidou, Centre hospitalier.                                                 |                                                                        |                                                                        |                                                                        |                                                                        |                                                                        |                                                                        |                                                                        |                                                                        |
| A     | Autre : Horaires différents le samedi et pendant les périodes de vacances scolaires. |                                                                        |                                                                        |                                                                        |                                                                        |                                                                        |                                                                        |                                                                        |                                                                        |
| A     | Dernière actualisation : — |                                                                        |                                                                        |                                                                        |                                                                        |                                                                        |                                                                        |                                                                        |                                                                        |
| B     | (future ligne BHNS) | (future ligne BHNS)                                                    | (future ligne BHNS)                                                    | (future ligne BHNS)                                                    | (future ligne BHNS)                                                    | (future ligne BHNS)                                                    | (future ligne BHNS)                                                    | (future ligne BHNS)                                                    | (future ligne BHNS)                                                    |
| B     | Boulazac Isle Manoire — Les Tournesols (à partir de septembre 2023) / Boulazac Isle Manoire — Boulazac Centre commercial ⥋ Périgueux — Gare SNCF |                                                                        |                                                                        |                                                                        |                                                                        |                                                                        |                                                                        |                                                                        |                                                                        |
| B     | Ouverture / Fermeture 3 septembre 2018 / — | Longueur —                                                             | Durée —                                                                | Nb. d’arrêts 15 ou 16                                                  | Matériel Lion's City Hybride Lion's City Citelis 12                    | Jours de fonctionnement L, Ma, Me, J, V, S                             | Jour / Soir / Nuit / Fêtes O / N / N / N                               | Voy. / an —                                                            | Exploitant EPIC                                                        |
| B     | Desserte : - Communes : Boulazac Isle Manoire, Périgueux - Principaux arrêts desservis : Boulazac Centre commercial, Agora, Lesparat, Pépinière, Centre de la communication, Hoche, Gare SNCF |                                                                        |                                                                        |                                                                        |                                                                        |                                                                        |                                                                        |                                                                        |                                                                        |
| B     | Autre : Horaires différents le samedi et pendant les périodes de vacances scolaires. Prolongement de la ligne jusqu'au quartier résidentiel et industriel Jaunour prévu pour septembre 2023. |                                                                        |                                                                        |                                                                        |                                                                        |                                                                        |                                                                        |                                                                        |                                                                        |
| B     | Dernière actualisation : — |                                                                        |                                                                        |                                                                        |                                                                        |                                                                        |                                                                        |                                                                        |                                                                        |
| C     | Marsac-sur-l'Isle — ZAE Marsac ⥋ Champcevinel — Aquacap | Marsac-sur-l'Isle — ZAE Marsac ⥋ Champcevinel — Aquacap                | Marsac-sur-l'Isle — ZAE Marsac ⥋ Champcevinel — Aquacap                | Marsac-sur-l'Isle — ZAE Marsac ⥋ Champcevinel — Aquacap                | Marsac-sur-l'Isle — ZAE Marsac ⥋ Champcevinel — Aquacap                | Marsac-sur-l'Isle — ZAE Marsac ⥋ Champcevinel — Aquacap                | Marsac-sur-l'Isle — ZAE Marsac ⥋ Champcevinel — Aquacap                | Marsac-sur-l'Isle — ZAE Marsac ⥋ Champcevinel — Aquacap                | Marsac-sur-l'Isle — ZAE Marsac ⥋ Champcevinel — Aquacap                |
| C     | Ouverture / Fermeture 3 septembre 2018 / — | Longueur —                                                             | Durée —                                                                | Nb. d’arrêts 21                                                        | Matériel Lion's City Hybride Lion's City Citelis 12                    | Jours de fonctionnement L, Ma, Me, J, V, S                             | Jour / Soir / Nuit / Fêtes O / N / N / N                               | Voy. / an —                                                            | Exploitant EPIC                                                        |
| C     | Desserte : - Communes : Marsac-sur-l'Isle, Coulounieix-Chamiers, Périgueux, Trélissac, Champcevinel - Principaux arrêts desservis : ZAE de Marsac (P+R), Mériller (P+R), Collège Jean-Moulin, Pôle d'échange multimodal (PEM), Bugeaud, Tourny, Les Lilas hôpital, Trélissac les Romains (P+R), Aquacap (P+R). |                                                                        |                                                                        |                                                                        |                                                                        |                                                                        |                                                                        |                                                                        |                                                                        |
| C     | Autre : Horaires différents le samedi et pendant les périodes de vacances scolaires. |                                                                        |                                                                        |                                                                        |                                                                        |                                                                        |                                                                        |                                                                        |                                                                        |
| C     | Dernière actualisation : — |                                                                        |                                                                        |                                                                        |                                                                        |                                                                        |                                                                        |                                                                        |                                                                        |
| D     | Trélissac — Charriéras / Trélissac — Les Garennes ⥋ Périgueux — Tourny | Trélissac — Charriéras / Trélissac — Les Garennes ⥋ Périgueux — Tourny | Trélissac — Charriéras / Trélissac — Les Garennes ⥋ Périgueux — Tourny | Trélissac — Charriéras / Trélissac — Les Garennes ⥋ Périgueux — Tourny | Trélissac — Charriéras / Trélissac — Les Garennes ⥋ Périgueux — Tourny | Trélissac — Charriéras / Trélissac — Les Garennes ⥋ Périgueux — Tourny | Trélissac — Charriéras / Trélissac — Les Garennes ⥋ Périgueux — Tourny | Trélissac — Charriéras / Trélissac — Les Garennes ⥋ Périgueux — Tourny | Trélissac — Charriéras / Trélissac — Les Garennes ⥋ Périgueux — Tourny |
| D     | Ouverture / Fermeture 3 septembre 2018 / — | Longueur —                                                             | Durée —                                                                | Nb. d’arrêts 14 ou 15                                                  | Matériel Lion's City Hybride Lion's City Citelis 12                    | Jours de fonctionnement L, Ma, Me, J, V, S                             | Jour / Soir / Nuit / Fêtes O / N / N / N                               | Voy. / an —                                                            | Exploitant EPIC                                                        |
| D     | Desserte : - Communes : Trélissac, Périgueux - Principaux arrêts desservis : P+R Charriéras, Les Garennes, La Feuilleraie, Les Maurilloux écoles, Hoche, Bugeaud, Tourny. |                                                                        |                                                                        |                                                                        |                                                                        |                                                                        |                                                                        |                                                                        |                                                                        |
| D     | Autre : Horaires différents le samedi et pendant les périodes de vacances scolaires. |                                                                        |                                                                        |                                                                        |                                                                        |                                                                        |                                                                        |                                                                        |                                                                        |
| D     | Dernière actualisation : — |                                                                        |                                                                        |                                                                        |                                                                        |                                                                        |                                                                        |                                                                        |                                                                        |

### Lignes express
Au départ des parkings relais ou les desservant, sept lignes Express (e1 à e7) permettent d'accéder rapidement aux principaux pôles urbains du lundi au vendredi, hors jours fériés. Le service de ce réseau commence au plus tôt à 6h28 (ligne e5) et se termine au plus tard à 19h15 (ligne e5).
| Ligne | Caractéristiques | Caractéristiques                                                                      | Caractéristiques                                                                      | Caractéristiques                                                                      | Caractéristiques                                                                      | Caractéristiques                                                                      | Caractéristiques                                                                      | Caractéristiques                                                                      | Caractéristiques                                                                      |
| e1    | Marsac-sur-l'Isle — ZAE Marsac ⥋ Champcevinel — P+R Aquacap | Marsac-sur-l'Isle — ZAE Marsac ⥋ Champcevinel — P+R Aquacap                           | Marsac-sur-l'Isle — ZAE Marsac ⥋ Champcevinel — P+R Aquacap                           | Marsac-sur-l'Isle — ZAE Marsac ⥋ Champcevinel — P+R Aquacap                           | Marsac-sur-l'Isle — ZAE Marsac ⥋ Champcevinel — P+R Aquacap                           | Marsac-sur-l'Isle — ZAE Marsac ⥋ Champcevinel — P+R Aquacap                           | Marsac-sur-l'Isle — ZAE Marsac ⥋ Champcevinel — P+R Aquacap                           | Marsac-sur-l'Isle — ZAE Marsac ⥋ Champcevinel — P+R Aquacap                           | Marsac-sur-l'Isle — ZAE Marsac ⥋ Champcevinel — P+R Aquacap                           |
| ----- | --- | ------------------------------------------------------------------------------------- | ------------------------------------------------------------------------------------- | ------------------------------------------------------------------------------------- | ------------------------------------------------------------------------------------- | ------------------------------------------------------------------------------------- | ------------------------------------------------------------------------------------- | ------------------------------------------------------------------------------------- | ------------------------------------------------------------------------------------- |
| e1    | Ouverture / Fermeture 29 avril 2019 / — | Longueur —                                                                            | Durée —                                                                               | Nb. d’arrêts 14                                                                       | Matériel Lion's City Hybride Lion's City Citelis 12                                   | Jours de fonctionnement L, Ma, Me, J, V                                               | Jour / Soir / Nuit / Fêtes O / N / N / N                                              | Voy. / an —                                                                           | Exploitant EPIC                                                                       |
| e1    | Desserte : - Communes : Marsac-sur-l'Isle, Chancelade, Périgueux, Trélissac, Champcevinel - Principaux arrêts desservis : ZAE de Marsac (P+R), Chancelade (P+R), Pôle d'échange multimodal (PEM), Bugeaud, Tourny, Les Lilas hôpital, Aquacap (P+R) |                                                                                       |                                                                                       |                                                                                       |                                                                                       |                                                                                       |                                                                                       |                                                                                       |                                                                                       |
| e1    | Autre : |                                                                                       |                                                                                       |                                                                                       |                                                                                       |                                                                                       |                                                                                       |                                                                                       |                                                                                       |
| e1    | Dernière actualisation : — |                                                                                       |                                                                                       |                                                                                       |                                                                                       |                                                                                       |                                                                                       |                                                                                       |                                                                                       |
| e2    | Périgueux — Talleyrand-Périgord ⥋ Marsac-sur-l'Isle — Fromarsac | Périgueux — Talleyrand-Périgord ⥋ Marsac-sur-l'Isle — Fromarsac                       | Périgueux — Talleyrand-Périgord ⥋ Marsac-sur-l'Isle — Fromarsac                       | Périgueux — Talleyrand-Périgord ⥋ Marsac-sur-l'Isle — Fromarsac                       | Périgueux — Talleyrand-Périgord ⥋ Marsac-sur-l'Isle — Fromarsac                       | Périgueux — Talleyrand-Périgord ⥋ Marsac-sur-l'Isle — Fromarsac                       | Périgueux — Talleyrand-Périgord ⥋ Marsac-sur-l'Isle — Fromarsac                       | Périgueux — Talleyrand-Périgord ⥋ Marsac-sur-l'Isle — Fromarsac                       | Périgueux — Talleyrand-Périgord ⥋ Marsac-sur-l'Isle — Fromarsac                       |
| e2    | Ouverture / Fermeture 29 avril 2019 / — | Longueur —                                                                            | Durée —                                                                               | Nb. d’arrêts 10                                                                       | Matériel Lion's City Hybride Lion's City Citelis 12                                   | Jours de fonctionnement L, Ma, Me, J, V                                               | Jour / Soir / Nuit / Fêtes O / N / N / N                                              | Voy. / an —                                                                           | Exploitant EPIC                                                                       |
| e2    | Desserte : - Communes : Périgueux, Coulounieix-Chamiers, Marsac-sur-l'Isle, - Principaux arrêts desservis : Talleyrand-Périgord, Hoche, Pôle d'échange multimodal (PEM), Mériller (P+R), Fromarsac |                                                                                       |                                                                                       |                                                                                       |                                                                                       |                                                                                       |                                                                                       |                                                                                       |                                                                                       |
| e2    | Autre : |                                                                                       |                                                                                       |                                                                                       |                                                                                       |                                                                                       |                                                                                       |                                                                                       |                                                                                       |
| e2    | Dernière actualisation : — |                                                                                       |                                                                                       |                                                                                       |                                                                                       |                                                                                       |                                                                                       |                                                                                       |                                                                                       |
| e4    | Trélissac — La Feuilleraie ⥋ Périgueux — Tourny | Trélissac — La Feuilleraie ⥋ Périgueux — Tourny                                       | Trélissac — La Feuilleraie ⥋ Périgueux — Tourny                                       | Trélissac — La Feuilleraie ⥋ Périgueux — Tourny                                       | Trélissac — La Feuilleraie ⥋ Périgueux — Tourny                                       | Trélissac — La Feuilleraie ⥋ Périgueux — Tourny                                       | Trélissac — La Feuilleraie ⥋ Périgueux — Tourny                                       | Trélissac — La Feuilleraie ⥋ Périgueux — Tourny                                       | Trélissac — La Feuilleraie ⥋ Périgueux — Tourny                                       |
| e4    | Ouverture / Fermeture 29 avril 2019 / — | Longueur —                                                                            | Durée —                                                                               | Nb. d’arrêts 6                                                                        | Matériel Lion's City Hybride Lion's City Citelis 12                                   | Jours de fonctionnement L, Ma, Me, J, V                                               | Jour / Soir / Nuit / Fêtes O / N / N / N                                              | Voy. / an —                                                                           | Exploitant EPIC                                                                       |
| e4    | Desserte : - Communes : Trélissac, Périgueux - Principaux arrêts desservis : La Feuilleraie, Trélissac les Romains (P+R), Les Lilas hôpital, Tourny |                                                                                       |                                                                                       |                                                                                       |                                                                                       |                                                                                       |                                                                                       |                                                                                       |                                                                                       |
| e4    | Autre : Premier départ de Trélissac au parking relais de Charriéras. |                                                                                       |                                                                                       |                                                                                       |                                                                                       |                                                                                       |                                                                                       |                                                                                       |                                                                                       |
| e4    | Dernière actualisation : — |                                                                                       |                                                                                       |                                                                                       |                                                                                       |                                                                                       |                                                                                       |                                                                                       |                                                                                       |
| e5    | Boulazac Isle Manoire (Boulazac) — Le Suchet ⥋ Périgueux — Gare SNCF | Boulazac Isle Manoire (Boulazac) — Le Suchet ⥋ Périgueux — Gare SNCF                  | Boulazac Isle Manoire (Boulazac) — Le Suchet ⥋ Périgueux — Gare SNCF                  | Boulazac Isle Manoire (Boulazac) — Le Suchet ⥋ Périgueux — Gare SNCF                  | Boulazac Isle Manoire (Boulazac) — Le Suchet ⥋ Périgueux — Gare SNCF                  | Boulazac Isle Manoire (Boulazac) — Le Suchet ⥋ Périgueux — Gare SNCF                  | Boulazac Isle Manoire (Boulazac) — Le Suchet ⥋ Périgueux — Gare SNCF                  | Boulazac Isle Manoire (Boulazac) — Le Suchet ⥋ Périgueux — Gare SNCF                  | Boulazac Isle Manoire (Boulazac) — Le Suchet ⥋ Périgueux — Gare SNCF                  |
| e5    | Ouverture / Fermeture 29 avril 2019 / — | Longueur —                                                                            | Durée —                                                                               | Nb. d’arrêts 17 ou 20                                                                 | Matériel Lion's City Hybride Lion's City Citelis 12                                   | Jours de fonctionnement L, Ma, Me, J, V                                               | Jour / Soir / Nuit / Fêtes O / N / N / N                                              | Voy. / an —                                                                           | Exploitant EPIC                                                                       |
| e5    | Desserte : - Communes : Boulazac Isle Manoire, Périgueux - Principaux arrêts desservis : Le Suchet, Lesparat (P+R), Hoche, Cité administrative, Gare SNCF |                                                                                       |                                                                                       |                                                                                       |                                                                                       |                                                                                       |                                                                                       |                                                                                       |                                                                                       |
| e5    | Autre : |                                                                                       |                                                                                       |                                                                                       |                                                                                       |                                                                                       |                                                                                       |                                                                                       |                                                                                       |
| e5    | Dernière actualisation : — |                                                                                       |                                                                                       |                                                                                       |                                                                                       |                                                                                       |                                                                                       |                                                                                       |                                                                                       |
| e6    | Coulounieix-Chamiers — Cré@vallée ⥋ Périgueux — Trésorerie publique | Coulounieix-Chamiers — Cré@vallée ⥋ Périgueux — Trésorerie publique                   | Coulounieix-Chamiers — Cré@vallée ⥋ Périgueux — Trésorerie publique                   | Coulounieix-Chamiers — Cré@vallée ⥋ Périgueux — Trésorerie publique                   | Coulounieix-Chamiers — Cré@vallée ⥋ Périgueux — Trésorerie publique                   | Coulounieix-Chamiers — Cré@vallée ⥋ Périgueux — Trésorerie publique                   | Coulounieix-Chamiers — Cré@vallée ⥋ Périgueux — Trésorerie publique                   | Coulounieix-Chamiers — Cré@vallée ⥋ Périgueux — Trésorerie publique                   | Coulounieix-Chamiers — Cré@vallée ⥋ Périgueux — Trésorerie publique                   |
| e6    | Ouverture / Fermeture 24 avril 2023 / — | Longueur —                                                                            | Durée —                                                                               | Nb. d’arrêts 13                                                                       | Matériel Minibus, bus standards                                                       | Jours de fonctionnement L, Ma, Me, J, V                                               | Jour / Soir / Nuit / Fêtes O / N / N / N                                              | Voy. / an —                                                                           | Exploitant EPIC                                                                       |
| e6    | Desserte : - Communes : Coulounieix-Chamiers, Périgueux - Principaux arrêts desservis : Cré@vallée, P+R Cré@vallée Sud, P+R Cré@vallée Nord, Pôle interconsulaire, Les Crouchaux, Coulounieix Bourg, Dojo Départemental, Lycée Agricole, Pont de la Cité, Pôle d'échange multimodal (PEM), Maréchal Juin, Trésorerie Publique → Cité administrative → Maréchal Juin → PEM. |                                                                                       |                                                                                       |                                                                                       |                                                                                       |                                                                                       |                                                                                       |                                                                                       |                                                                                       |
| e6    | Autre : Reprend le parcours de l'ancienne ligne NSe entre le PEM et Cré@vallée. |                                                                                       |                                                                                       |                                                                                       |                                                                                       |                                                                                       |                                                                                       |                                                                                       |                                                                                       |
| e6    | Dernière actualisation : — |                                                                                       |                                                                                       |                                                                                       |                                                                                       |                                                                                       |                                                                                       |                                                                                       |                                                                                       |
| e7    | Sanilhac (Notre-Dame-de-Sanilhac — Cré@Vallée Sud P+R ⥋ Périgueux — Les Lilas hôpital | Sanilhac (Notre-Dame-de-Sanilhac — Cré@Vallée Sud P+R ⥋ Périgueux — Les Lilas hôpital | Sanilhac (Notre-Dame-de-Sanilhac — Cré@Vallée Sud P+R ⥋ Périgueux — Les Lilas hôpital | Sanilhac (Notre-Dame-de-Sanilhac — Cré@Vallée Sud P+R ⥋ Périgueux — Les Lilas hôpital | Sanilhac (Notre-Dame-de-Sanilhac — Cré@Vallée Sud P+R ⥋ Périgueux — Les Lilas hôpital | Sanilhac (Notre-Dame-de-Sanilhac — Cré@Vallée Sud P+R ⥋ Périgueux — Les Lilas hôpital | Sanilhac (Notre-Dame-de-Sanilhac — Cré@Vallée Sud P+R ⥋ Périgueux — Les Lilas hôpital | Sanilhac (Notre-Dame-de-Sanilhac — Cré@Vallée Sud P+R ⥋ Périgueux — Les Lilas hôpital | Sanilhac (Notre-Dame-de-Sanilhac — Cré@Vallée Sud P+R ⥋ Périgueux — Les Lilas hôpital |
| e7    | Ouverture / Fermeture 29 avril 2019 / — | Longueur —                                                                            | Durée —                                                                               | Nb. d’arrêts 7                                                                        | Matériel Minibus                                                                      | Jours de fonctionnement L, Ma, Me, J, V                                               | Jour / Soir / Nuit / Fêtes O / N / N / N                                              | Voy. / an —                                                                           | Exploitant EPIC                                                                       |
| e7    | Desserte : - Communes : Sanilhac, Coulounieix-Chamiers, Périgueux - Principaux arrêts desservis : Cré@Vallée Sud (P+R), Cré@Vallée Nord (P+R), Place du 8 mai, Bugeaud, Tourny, Les Lilas hôpital |                                                                                       |                                                                                       |                                                                                       |                                                                                       |                                                                                       |                                                                                       |                                                                                       |                                                                                       |
| e7    | Autre : |                                                                                       |                                                                                       |                                                                                       |                                                                                       |                                                                                       |                                                                                       |                                                                                       |                                                                                       |
| e7    | Dernière actualisation : — |                                                                                       |                                                                                       |                                                                                       |                                                                                       |                                                                                       |                                                                                       |                                                                                       |                                                                                       |

### Lignes de quartier
Six lignes de quartiers (k1 à k6) permettent d'accéder au centre-ville de Périgueux et aux zones d'activité du lundi au samedi, hors jours fériés. Le service de ce réseau commence au plus tôt à 7h00 (ligne K4) et se termine au plus tard à 19h32 (ligne k4).
Une ligne supplémentaire (k5) est mise en service à partir du 14 décembre 2020 afin de desservir la nouvelle halte ferroviaire de Boulazac du lundi au vendredi, en correspondance avec les horaires des trains. Desservie quotidiennement dans un premier temps par 14 rotations du bus, la halte ferroviaire sera desservie 25 fois par jour à partir de décembre 2022, lorsque la navette ferroviaire Mussidan-Niversac sera effective.
En septembre 2022, la ligne k4 est scindée en deux lignes indépendantes, k4A (A comme Saint-Augutre) et k4B (B comme Bourg).
Une ligne k6 est créée en décembre 2022 pour desservir la zone d'activités de Marsac-sur-l'Isle.
| Ligne | Caractéristiques | Caractéristiques                                                                                      | Caractéristiques                                                                                      | Caractéristiques                                                                                      | Caractéristiques                                                                                      | Caractéristiques                                                                                      | Caractéristiques                                                                                      | Caractéristiques                                                                                      | Caractéristiques                                                                                      |
| k1A   | Champcevinel — Maison Rouge ⥋ Périgueux — La Rudeille. | Champcevinel — Maison Rouge ⥋ Périgueux — La Rudeille.                                                | Champcevinel — Maison Rouge ⥋ Périgueux — La Rudeille.                                                | Champcevinel — Maison Rouge ⥋ Périgueux — La Rudeille.                                                | Champcevinel — Maison Rouge ⥋ Périgueux — La Rudeille.                                                | Champcevinel — Maison Rouge ⥋ Périgueux — La Rudeille.                                                | Champcevinel — Maison Rouge ⥋ Périgueux — La Rudeille.                                                | Champcevinel — Maison Rouge ⥋ Périgueux — La Rudeille.                                                | Champcevinel — Maison Rouge ⥋ Périgueux — La Rudeille.                                                |
| ----- | --- | --- | --- | --- | --- | --- | --- | --- | --- |
| k1A   | Ouverture / Fermeture 2 septembre 2024 / — | Longueur —                                                                                            | Durée —                                                                                               | Nb. d’arrêts 26                                                                                       | Matériel Lion's City M Sprinter City 75 Citaro K C2                                                   | Jours de fonctionnement L, Ma, Me, J, V, S                                                            | Jour / Soir / Nuit / Fêtes O / N / N / N                                                              | Voy. / an —                                                                                           | Exploitant EPIC                                                                                       |
| k1A   | Desserte : - Communes : Champcevinel, Périgueux - Principaux arrêts desservis : Maison Rouge, Restaurant universitaire, Tourny, Pôle universitaire Grenadière, La Rudeille, Tourny.                                                                               | | | | | | | | |
| k1A   | Autre : Horaires différents le samedi et pendant les périodes de vacances scolaires. | | | | | | | | |
| k1A   | Dernière actualisation : — | | | | | | | | |
| k1B   | Champcevinel — bourg ⥋ Périgueux — Tourny ou Taillefer | Champcevinel — bourg ⥋ Périgueux — Tourny ou Taillefer                                                | Champcevinel — bourg ⥋ Périgueux — Tourny ou Taillefer                                                | Champcevinel — bourg ⥋ Périgueux — Tourny ou Taillefer                                                | Champcevinel — bourg ⥋ Périgueux — Tourny ou Taillefer                                                | Champcevinel — bourg ⥋ Périgueux — Tourny ou Taillefer                                                | Champcevinel — bourg ⥋ Périgueux — Tourny ou Taillefer                                                | Champcevinel — bourg ⥋ Périgueux — Tourny ou Taillefer                                                | Champcevinel — bourg ⥋ Périgueux — Tourny ou Taillefer                                                |
| k1B   | Ouverture / Fermeture 2 septembre 2024 / — | Longueur —                                                                                            | Durée —                                                                                               | Nb. d’arrêts ≈20                                                                                      | Matériel Lion's City M Sprinter City 75 Citaro K C2                                                   | Jours de fonctionnement L, Ma, Me, J, V, S                                                            | Jour / Soir / Nuit / Fêtes O / N / N / N                                                              | Voy. / an —                                                                                           | Exploitant EPIC                                                                                       |
| k1B   | Desserte : - Communes : Champcevinel, Périgueux - Principaux arrêts desservis : Champcevinel bourg, le lac,Pôle universitaire Grenadière , Tourny, Taillefer. | | | | | | | | |
| k1B   | Autre : Horaires différents le samedi et pendant les périodes de vacances scolaires. | | | | | | | | |
| k1B   | Dernière actualisation : — | | | | | | | | |
| k2    | Champcevinel — Bourg ⥋ Périgueux — Tourny | Champcevinel — Bourg ⥋ Périgueux — Tourny                                                             | Champcevinel — Bourg ⥋ Périgueux — Tourny                                                             | Champcevinel — Bourg ⥋ Périgueux — Tourny                                                             | Champcevinel — Bourg ⥋ Périgueux — Tourny                                                             | Champcevinel — Bourg ⥋ Périgueux — Tourny                                                             | Champcevinel — Bourg ⥋ Périgueux — Tourny                                                             | Champcevinel — Bourg ⥋ Périgueux — Tourny                                                             | Champcevinel — Bourg ⥋ Périgueux — Tourny                                                             |
| k2    | Ouverture / Fermeture 2 septembre 2024 / — | Longueur —                                                                                            | Durée —                                                                                               | Nb. d’arrêts 23                                                                                       | Matériel Lion's City M Sprinter City 75 Citaro K C2                                                   | Jours de fonctionnement L, Ma, Me, J, V, S                                                            | Jour / Soir / Nuit / Fêtes O / N / N / N                                                              | Voy. / an —                                                                                           | Exploitant EPIC                                                                                       |
| k2    | Desserte : - Communes : Champcevinel, Trélissac, Périgueux - Principaux arrêts desservis : Champcevinel bourg, Trélissac les Romains (P+R), Tourny | | | | | | | | |
| k2    | Autre : Horaires différents le samedi et pendant les périodes de vacances scolaires. | | | | | | | | |
| k2    | Dernière actualisation : — | | | | | | | | |
| k3A   | Trélissac — La Feuilleraie ⥋ Périgueux — Place du 8 mai | Trélissac — La Feuilleraie ⥋ Périgueux — Place du 8 mai                                               | Trélissac — La Feuilleraie ⥋ Périgueux — Place du 8 mai                                               | Trélissac — La Feuilleraie ⥋ Périgueux — Place du 8 mai                                               | Trélissac — La Feuilleraie ⥋ Périgueux — Place du 8 mai                                               | Trélissac — La Feuilleraie ⥋ Périgueux — Place du 8 mai                                               | Trélissac — La Feuilleraie ⥋ Périgueux — Place du 8 mai                                               | Trélissac — La Feuilleraie ⥋ Périgueux — Place du 8 mai                                               | Trélissac — La Feuilleraie ⥋ Périgueux — Place du 8 mai                                               |
| k3A   | Ouverture / Fermeture 2 septembre 2024 / — | Longueur —                                                                                            | Durée —                                                                                               | Nb. d’arrêts 21                                                                                       | Matériel Lion's City M Sprinter City 75 Citaro K C2                                                   | Jours de fonctionnement L, Ma, Me, J, V, S                                                            | Jour / Soir / Nuit / Fêtes O / N / N / N                                                              | Voy. / an —                                                                                           | Exploitant EPIC                                                                                       |
| k3A   | Desserte : - Communes : Trélissac, Périgueux - Principaux arrêts desservis : La Feuilleraie, Lesparat (P+R), Périgueux Saint-Georges, Centre de la Communication, Hoche                                                                                           | | | | | | | | |
| k3A   | Autre : Horaires différents le samedi et pendant les périodes de vacances scolaires. | | | | | | | | |
| k3A   | Dernière actualisation : — | | | | | | | | |
| k3B   | Périgueux — Pépinière ⥋ Périgueux — Place du 8 mai | Périgueux — Pépinière ⥋ Périgueux — Place du 8 mai                                                    | Périgueux — Pépinière ⥋ Périgueux — Place du 8 mai                                                    | Périgueux — Pépinière ⥋ Périgueux — Place du 8 mai                                                    | Périgueux — Pépinière ⥋ Périgueux — Place du 8 mai                                                    | Périgueux — Pépinière ⥋ Périgueux — Place du 8 mai                                                    | Périgueux — Pépinière ⥋ Périgueux — Place du 8 mai                                                    | Périgueux — Pépinière ⥋ Périgueux — Place du 8 mai                                                    | Périgueux — Pépinière ⥋ Périgueux — Place du 8 mai                                                    |
| k3B   | Ouverture / Fermeture 2 septembre 2024 / — | Longueur —                                                                                            | Durée —                                                                                               | Nb. d’arrêts ≈15                                                                                      | Matériel Lion's City M Sprinter City 75 Citaro K C2                                                   | Jours de fonctionnement L, Ma, Me, J, V, S                                                            | Jour / Soir / Nuit / Fêtes O / N / N / N                                                              | Voy. / an —                                                                                           | Exploitant EPIC                                                                                       |
| k3B   | Desserte : - Communes : Périgueux - Principaux arrêts desservis : Barnabé, Lacueille, Faidherbe, Centre de la Communication, Hoche | | | | | | | | |
| k3B   | Autre : Horaires différents le samedi et pendant les périodes de vacances scolaires. | | | | | | | | |
| k3B   | Dernière actualisation : — | | | | | | | | |
| k4A   | Coulounieix-Chamiers — Saint-Augutre / Coulounieix-Chamiers — Dojo Départemental ⥋ Périgueux — Tourny | Coulounieix-Chamiers — Saint-Augutre / Coulounieix-Chamiers — Dojo Départemental ⥋ Périgueux — Tourny | Coulounieix-Chamiers — Saint-Augutre / Coulounieix-Chamiers — Dojo Départemental ⥋ Périgueux — Tourny | Coulounieix-Chamiers — Saint-Augutre / Coulounieix-Chamiers — Dojo Départemental ⥋ Périgueux — Tourny | Coulounieix-Chamiers — Saint-Augutre / Coulounieix-Chamiers — Dojo Départemental ⥋ Périgueux — Tourny | Coulounieix-Chamiers — Saint-Augutre / Coulounieix-Chamiers — Dojo Départemental ⥋ Périgueux — Tourny | Coulounieix-Chamiers — Saint-Augutre / Coulounieix-Chamiers — Dojo Départemental ⥋ Périgueux — Tourny | Coulounieix-Chamiers — Saint-Augutre / Coulounieix-Chamiers — Dojo Départemental ⥋ Périgueux — Tourny | Coulounieix-Chamiers — Saint-Augutre / Coulounieix-Chamiers — Dojo Départemental ⥋ Périgueux — Tourny |
| k4A   | Ouverture / Fermeture 1er septembre 2022 / — | Longueur —                                                                                            | Durée —                                                                                               | Nb. d’arrêts 11                                                                                       | Matériel Lion's City M Citaro K C2 Citelis 12 Lion’s City A37 hybride                                 | Jours de fonctionnement L, Ma, Me, J, V, S                                                            | Jour / Soir / Nuit / Fêtes O / N / N / N                                                              | Voy. / an —                                                                                           | Exploitant EPIC                                                                                       |
| k4A   | Desserte : - Communes : Coulounieix-Chamiers, Périgueux - Principaux arrêts desservis : Saint-Augutre, Dojo Départemental, Lycée Agricole, Pôle d'échanges multimodal (PEM), Bugeaud, Tourny.                                                                     | | | | | | | | |
| k4A   | Autre : Horaires différents le samedi et pendant les périodes de vacances scolaires. | | | | | | | | |
| k4A   | Dernière actualisation : — | | | | | | | | |
| k4B   | Coulounieix-Chamiers — Coulounieix Bourg ⥋ Périgueux —Tourny | Coulounieix-Chamiers — Coulounieix Bourg ⥋ Périgueux —Tourny                                          | Coulounieix-Chamiers — Coulounieix Bourg ⥋ Périgueux —Tourny                                          | Coulounieix-Chamiers — Coulounieix Bourg ⥋ Périgueux —Tourny                                          | Coulounieix-Chamiers — Coulounieix Bourg ⥋ Périgueux —Tourny                                          | Coulounieix-Chamiers — Coulounieix Bourg ⥋ Périgueux —Tourny                                          | Coulounieix-Chamiers — Coulounieix Bourg ⥋ Périgueux —Tourny                                          | Coulounieix-Chamiers — Coulounieix Bourg ⥋ Périgueux —Tourny                                          | Coulounieix-Chamiers — Coulounieix Bourg ⥋ Périgueux —Tourny                                          |
| k4B   | Ouverture / Fermeture 1er septembre 2022 / — | Longueur —                                                                                            | Durée —                                                                                               | Nb. d’arrêts 21                                                                                       | Matériel Lion's City M Citaro K C2                                                                    | Jours de fonctionnement L, Ma, Me, J, V, S                                                            | Jour / Soir / Nuit / Fêtes O / N / N / N                                                              | Voy. / an —                                                                                           | Exploitant EPIC                                                                                       |
| k4B   | Desserte : - Communes : Coulounieix-Chamiers, Périgueux - Principaux arrêts desservis : Coulounieix Bourg, Chamiers Mairie, Pôle d'échanges multimodal (PEM), Bugeaud, Tourny.                                                                                    | | | | | | | | |
| k4B   | Autre : Horaires différents le samedi et pendant les périodes de vacances scolaires. | | | | | | | | |
| k4B   | Dernière actualisation : — | | | | | | | | |
| k5    | Boulazac — Halte ferroviaire Boulazac ⥋ Trélissac — Les Garennes | Boulazac — Halte ferroviaire Boulazac ⥋ Trélissac — Les Garennes                                      | Boulazac — Halte ferroviaire Boulazac ⥋ Trélissac — Les Garennes                                      | Boulazac — Halte ferroviaire Boulazac ⥋ Trélissac — Les Garennes                                      | Boulazac — Halte ferroviaire Boulazac ⥋ Trélissac — Les Garennes                                      | Boulazac — Halte ferroviaire Boulazac ⥋ Trélissac — Les Garennes                                      | Boulazac — Halte ferroviaire Boulazac ⥋ Trélissac — Les Garennes                                      | Boulazac — Halte ferroviaire Boulazac ⥋ Trélissac — Les Garennes                                      | Boulazac — Halte ferroviaire Boulazac ⥋ Trélissac — Les Garennes                                      |
| k5    | Ouverture / Fermeture 14 décembre 2020 / — | Longueur —                                                                                            | Durée —                                                                                               | Nb. d’arrêts 8                                                                                        | Matériel Citaro K C2 Lion’s City M Citaro C2 Lion’s City A37 Citelis 12 Sprinter City 75              | Jours de fonctionnement L, Ma, Me, J, V                                                               | Jour / Soir / Nuit / Fêtes O / N / N / N                                                              | Voy. / an —                                                                                           | Exploitant EPIC                                                                                       |
| k5    | Desserte : - Communes : Boulazac Isle Manoire, Trélissac - Principaux arrêts desservis : Halte ferroviaire Boulazac, Campus de la Formation, Imprimerie du Timbre, Boulazac centre commercial, La Feuilleraie, Trélissac les Garennes.                            | | | | | | | | |
| k5    | Autre : | | | | | | | | |
| k5    | Dernière actualisation : — | | | | | | | | |
| k6    | Marsac-sur-l'Isle — Marival ⥋ Marsac-sur-l'Isle — ZAE Marsac | Marsac-sur-l'Isle — Marival ⥋ Marsac-sur-l'Isle — ZAE Marsac                                          | Marsac-sur-l'Isle — Marival ⥋ Marsac-sur-l'Isle — ZAE Marsac                                          | Marsac-sur-l'Isle — Marival ⥋ Marsac-sur-l'Isle — ZAE Marsac                                          | Marsac-sur-l'Isle — Marival ⥋ Marsac-sur-l'Isle — ZAE Marsac                                          | Marsac-sur-l'Isle — Marival ⥋ Marsac-sur-l'Isle — ZAE Marsac                                          | Marsac-sur-l'Isle — Marival ⥋ Marsac-sur-l'Isle — ZAE Marsac                                          | Marsac-sur-l'Isle — Marival ⥋ Marsac-sur-l'Isle — ZAE Marsac                                          | Marsac-sur-l'Isle — Marival ⥋ Marsac-sur-l'Isle — ZAE Marsac                                          |
| k6    | Ouverture / Fermeture 12 décembre 2022 / — | Longueur —                                                                                            | Durée —                                                                                               | Nb. d’arrêts 8                                                                                        | Matériel Sprinter City 75                                                                             | Jours de fonctionnement L, Ma, Me, J, V                                                               | Jour / Soir / Nuit / Fêtes O / N / N / N                                                              | Voy. / an —                                                                                           | Exploitant EPIC                                                                                       |
| k6    | Desserte : - Communes : Marsac-sur-l'Isle - Principaux arrêts desservis : Marival, ZAE Marsac, P+R Chancelade | | | | | | | | |
| k6    | Autre : La ligne ne fonctionne que le matin, le midi et le soir. Elle offre une desserte de la Zone d'Activités de Marsac-sur-l'Isle. Les horaires sont coordonnés avec les passages des TER Nouvelle-Aquitaine à la Halte ferroviaire de Marsac (arrêt Maraval). | | | | | | | | |
| k6    | Dernière actualisation : — | | | | | | | | |

### Lignes de rabattement
Onze lignes de rabattement fonctionnent du lundi au vendredi, à l'aller le matin et au retour le soir.
Hormis la ligne R1 qui fonctionne toute l'année, les quatorze autres fonctionnent uniquement en période scolaire (avec retour à la mi-journée le mercredi). Le service du réseau commence au plus tôt à 6h40 (ligne R7) et se termine au plus tard à 19h08 (ligne R2).
Avec la mise en service de la navette ferroviaire Mussidan-Niversac au 2 juillet 2022, trois lignes supplémentaires de rabattement (R13 à R15) sont créées.

### Lignes scolaires
Les lignes dédiées aux scolaires sont créées par la communauté d'agglomération du Grand Périgueux, Péribus et ses partenaires privés qui sont chargés d'assurer ces lignes. Pour utiliser ces lignes, l'élève qui les fréquente doit se munir d'un abonnement scolaire trimestriel ou annuel. Dix-huit lignes desservent les écoles maternelles et primaires et vingt-sept autres desservent les collèges et lycées de la communauté d'agglomération.

### Navettes

#### Navette centre-ville
Depuis le 17 décembre 2011, une navette électrique gratuite fonctionnait en centre-ville les mercredis et samedis, jours de marché. Selon le rapport du comité syndical, le véhicule, un Gépébus Oréos 2X, a coûté lors de son achat 194 000 € HT, plus les 1 500 € HT mensuels pour la location des batteries.
À partir du 3 septembre 2018, cette navette est assurée du lundi au samedi par un bus de nouvelle génération « Businova », sur un nouveau trajet qui dessert dans un premier temps la gare de Périgueux puis, à dater du 29 avril 2019 le pôle d'échanges multimodal (PEM) situé derrière la gare.
| Ligne | Caractéristiques | Caractéristiques                                                  | Caractéristiques                                                  | Caractéristiques                                                  | Caractéristiques                                                  | Caractéristiques                                                  | Caractéristiques                                                  | Caractéristiques                                                  | Caractéristiques                                                  |
| N     | Périgueux — Tourny ⥋ Périgueux — Pôle d'échanges multimodal (PEM)                                                                                                  | Périgueux — Tourny ⥋ Périgueux — Pôle d'échanges multimodal (PEM) | Périgueux — Tourny ⥋ Périgueux — Pôle d'échanges multimodal (PEM) | Périgueux — Tourny ⥋ Périgueux — Pôle d'échanges multimodal (PEM) | Périgueux — Tourny ⥋ Périgueux — Pôle d'échanges multimodal (PEM) | Périgueux — Tourny ⥋ Périgueux — Pôle d'échanges multimodal (PEM) | Périgueux — Tourny ⥋ Périgueux — Pôle d'échanges multimodal (PEM) | Périgueux — Tourny ⥋ Périgueux — Pôle d'échanges multimodal (PEM) | Périgueux — Tourny ⥋ Périgueux — Pôle d'échanges multimodal (PEM) |
| ----- | --- | ----------------------------------------------------------------- | ----------------------------------------------------------------- | ----------------------------------------------------------------- | ----------------------------------------------------------------- | ----------------------------------------------------------------- | ----------------------------------------------------------------- | ----------------------------------------------------------------- | ----------------------------------------------------------------- |
| N     | Ouverture / Fermeture 29 avril 2018 / — | Longueur —                                                        | Durée —                                                           | Nb. d’arrêts 10                                                   | Matériel Mercedes-Benz Sprinter City 45 ou 75                     | Jours de fonctionnement L, Ma, Me, J, V, S                        | Jour / Soir / Nuit / Fêtes O / N / N / N                          | Voy. / an —                                                       | Exploitant EPIC                                                   |
| N     | Desserte : - Communes : Périgueux - Principaux arrêts desservis : Bugeaud, Allées de Tourny, Place du 8 mai, Cité administrative, Pôle d'échanges multimodal (PEM) |                                                                   |                                                                   |                                                                   |                                                                   |                                                                   |                                                                   |                                                                   |                                                                   |
| N     | Autre : Fonctionne toute l'année à partir de 7h21 jusqu'à 18h46. Les horaires sont différents le samedi.                                                           |                                                                   |                                                                   |                                                                   |                                                                   |                                                                   |                                                                   |                                                                   |                                                                   |
| N     | Dernière actualisation : — |                                                                   |                                                                   |                                                                   |                                                                   |                                                                   |                                                                   |                                                                   |                                                                   |

#### Navette du dimanche soir
À partir du dimanche 16 mai 2021, une nouvelle navette N1 fonctionne uniquement le dimanche soir, en période scolaire, la veille de chaque rentrée, de 17 h 30 à 21 h, pour permettre aux étudiants de rejoindre leurs logements en fin de week-end. En correspondance avec les trains régionaux en gare de Périgueux, elle dessert le Centre-ville, le quartier Clos-Chassaing et le restaurant universitaire ainsi que, à certains horaires, le lycée agricole de Coulounieix-Chamiers.
| Ligne | Caractéristiques | Caractéristiques                                           | Caractéristiques                                           | Caractéristiques                                           | Caractéristiques                                           | Caractéristiques                                           | Caractéristiques                                           | Caractéristiques                                           | Caractéristiques                                           |
| N1    | La navette du dimanche soir | La navette du dimanche soir                                | La navette du dimanche soir                                | La navette du dimanche soir                                | La navette du dimanche soir                                | La navette du dimanche soir                                | La navette du dimanche soir                                | La navette du dimanche soir                                | La navette du dimanche soir                                |
| N1    | (circulaire) Périgueux — Gare SNCF ⥋ Périgueux — Gare SNCF | (circulaire) Périgueux — Gare SNCF ⥋ Périgueux — Gare SNCF | (circulaire) Périgueux — Gare SNCF ⥋ Périgueux — Gare SNCF | (circulaire) Périgueux — Gare SNCF ⥋ Périgueux — Gare SNCF | (circulaire) Périgueux — Gare SNCF ⥋ Périgueux — Gare SNCF | (circulaire) Périgueux — Gare SNCF ⥋ Périgueux — Gare SNCF | (circulaire) Périgueux — Gare SNCF ⥋ Périgueux — Gare SNCF | (circulaire) Périgueux — Gare SNCF ⥋ Périgueux — Gare SNCF | (circulaire) Périgueux — Gare SNCF ⥋ Périgueux — Gare SNCF |
| ----- | --- | ---------------------------------------------------------- | ---------------------------------------------------------- | ---------------------------------------------------------- | ---------------------------------------------------------- | ---------------------------------------------------------- | ---------------------------------------------------------- | ---------------------------------------------------------- | ---------------------------------------------------------- |
| N1    | Ouverture / Fermeture 16 mai 2021 / — | Longueur —                                                 | Durée —                                                    | Nb. d’arrêts 10                                            | Matériel —                                                 | Jours de fonctionnement D                                  | Jour / Soir / Nuit / Fêtes N / O / N / N                   | Voy. / an —                                                | Exploitant EPIC                                            |
| N1    | Desserte : - Communes : Périgueux, Coulounieix-Chamiers - Principaux arrêts desservis : Gare SNCF, Lycée Agricole de Coulounieix-Chamiers, Campus de Périgueux. |                                                            |                                                            |                                                            |                                                            |                                                            |                                                            |                                                            |                                                            |
| N1    | Autre : Fonctionne le dimanche en période scolaire et le dimanche veille de rentrée. La desserte du Lycée Agricole se fait sur demande au conducteur.           |                                                            |                                                            |                                                            |                                                            |                                                            |                                                            |                                                            |                                                            |
| N1    | Dernière actualisation : — |                                                            |                                                            |                                                            |                                                            |                                                            |                                                            |                                                            |                                                            |

### Transport à la demande
TélObus est le nom du service du transport à la demande.
Certains jours de la semaine, vingt lignes relient des communes périphériques à Périgueux, Boulazac ou Trélissac. Leur utilisation s'effectue sur réservation préalable.

### Transport des personnes à mobilité réduite
Sur l'ensemble des communes du Grand Périgueux, les personnes à mobilité réduite peuvent bénéficier du service « Handibus », spécialement adapté, fonctionnant hors jours fériés du lundi au vendredi (7 h-19 h) et le samedi (7 h-13 h).

## Infrastructure

### Dépôt
Le dépôt de Péribus est situé dans l'ancienne caserne du 5e régiment de chasseurs à cheval dissous en 1994, le remisage des bus s'effectuant dans les garages des chars d'assaut, où l'on compte une soixantaine de véhicules stationnés, dont une trentaine d'autobus standards, une douzaine de midibus ainsi qu'une vingtaine de minibus,. En janvier 2016, l'EPIC Péribus rachète le site à la ville de Périgueux pour un montant de 525 000 euros, avec pour projet la démolition/reconstruction des installations qui ne sont pas adaptées à un dépôt de bus.

## Matériel roulant

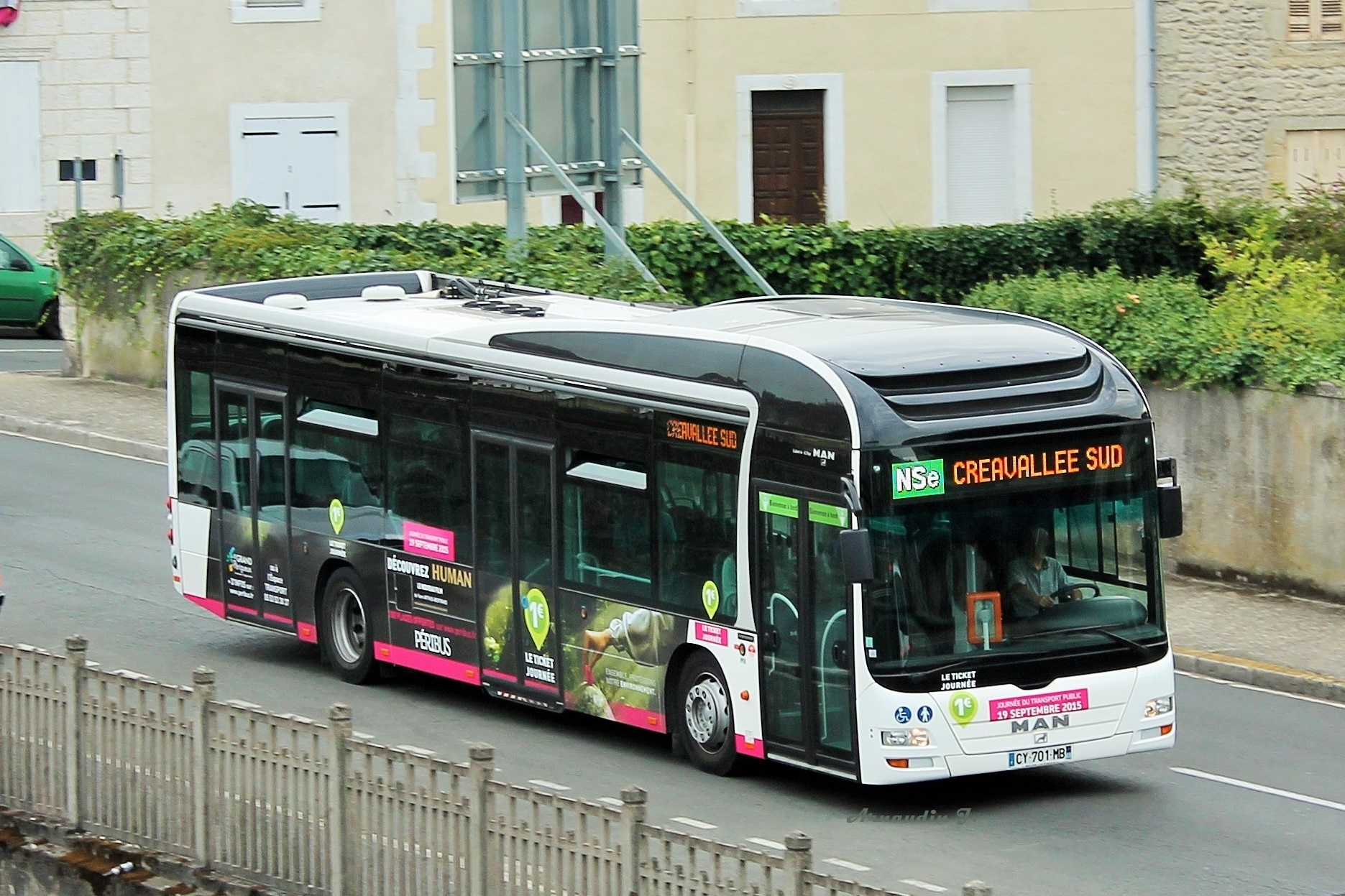
MAN Lion's City standard hybride.

En 2015, des autobus de la marque MAN de technologie hybride (moteur thermique mais énergie récupérée lors du freinage, et stockée pour alimenter un moteur électrique) sont utilisés sur la ligne NSe.
Le Grand Périgueux a acheté vingt-et-un nouveaux bus en 2015, dont deux hybrides, pour une mise en service en 2016 pour la plupart, : deux MAN Lion's City Hybride, sept MAN Lion's City Euro 6 Diesel, dix MAN Lion's City M Euro 6 Diesel et deux Renault Master III destinés à Handibus.
Un Safra Businova, midibus tri-hybride de 90 places, est en essai sur la ligne 9 du 19 au 23 mai 2015. Le Businova est le premier bus tri-hybride, doté d'une motorisation électrique-hydraulique-diesel ; s'il coûte plus cher à l'achat qu'un bus classique (400 000 euros contre 220 000), les économies de carburant rendent son amortissement plus rapide. Deux bus Businova sont testés pendant l'été 2018 avant leur mise en service officielle pour la rentrée de septembre, sur une ligne qui reliera le quartier Saint-Georges de Périgueux à la gare SNCF.
| 1987 | 1996 | 2010 | 2012 | 2013 | 2014 | 2018 | 2025 |
| ---- | ---- | ---- | ---- | ---- | ---- | ---- | ---- |
| 22   | 36   | 50   | 54   | 60   | 61   | 58   | 81   |

Ci-dessous, le parc au 15 avril 2025.

### Standards
| Constructeur(s) | Modèle(s)           | Nombre | Année(s)          | Numéros de parc | Commentaires          |
| --------------- | ------------------- | ------ | ----------------- | --------------- | --------------------- |
| Irisbus         | Citelis 12          | 13     | 2009 à 2011, 2013 | 608 à 620       |                       |
| MAN Truck & Bus | Lion's City         | 10     | 2016, 2017        | 623 à 633       |                       |
| MAN Truck & Bus | Lion's City Hybride | 2      | 2015              | 621, 622        | Ex-TCL (Lyon) de 2013 |
| Van Hool        | Van Hool A320       | 1      | 1998              | 684             |                       |
| Mercedes-Benz   | Citaro C2           | 3      | 2023              | 634 à 636.      |                       |
| Mercedes-Benz   | e-Citaro C2         | 6      | 2024, 2025        | 637 à 642       |                       |

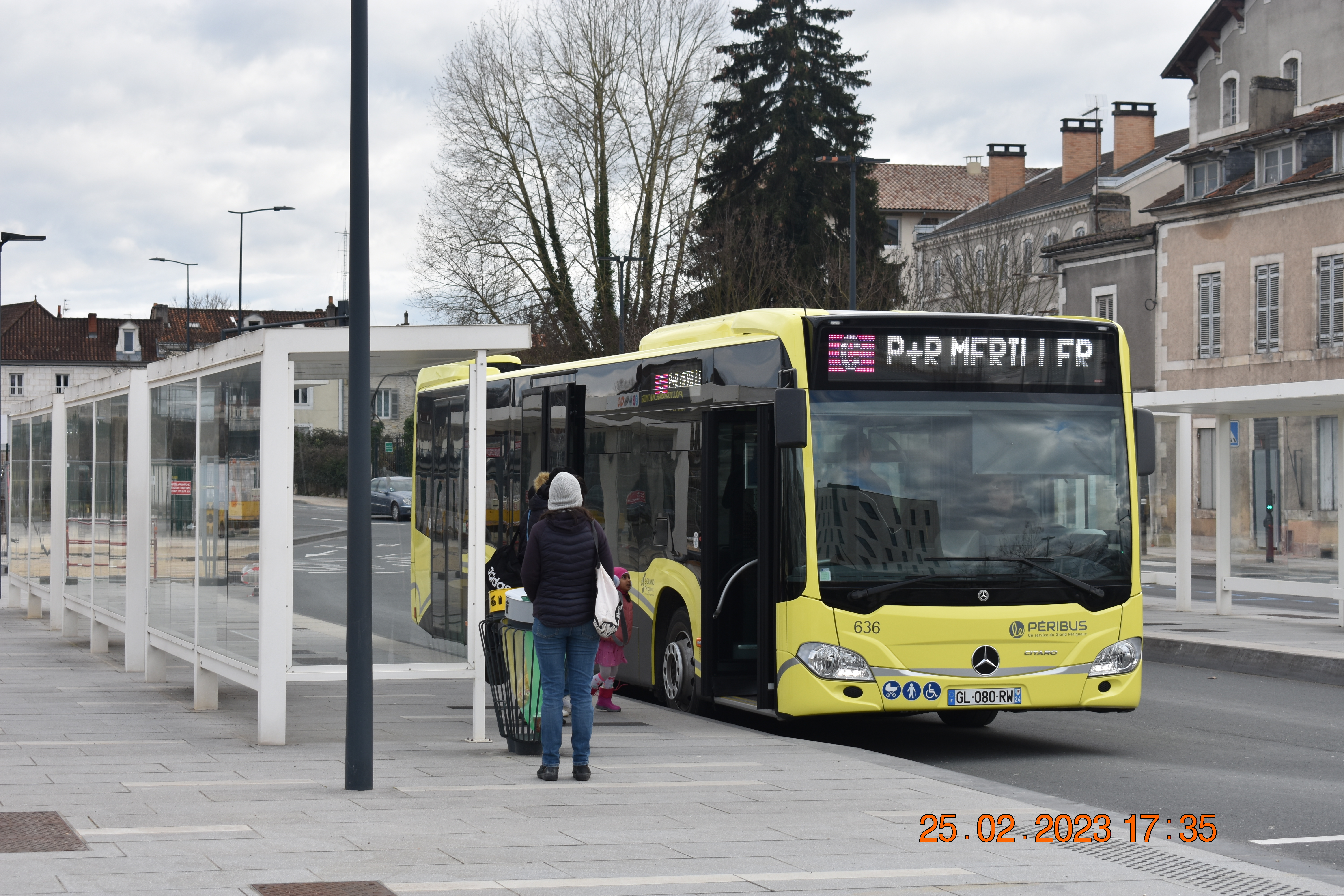
Mercedes Citaro C2 mild-hybrid n°636 sur la ligne C au PEM.
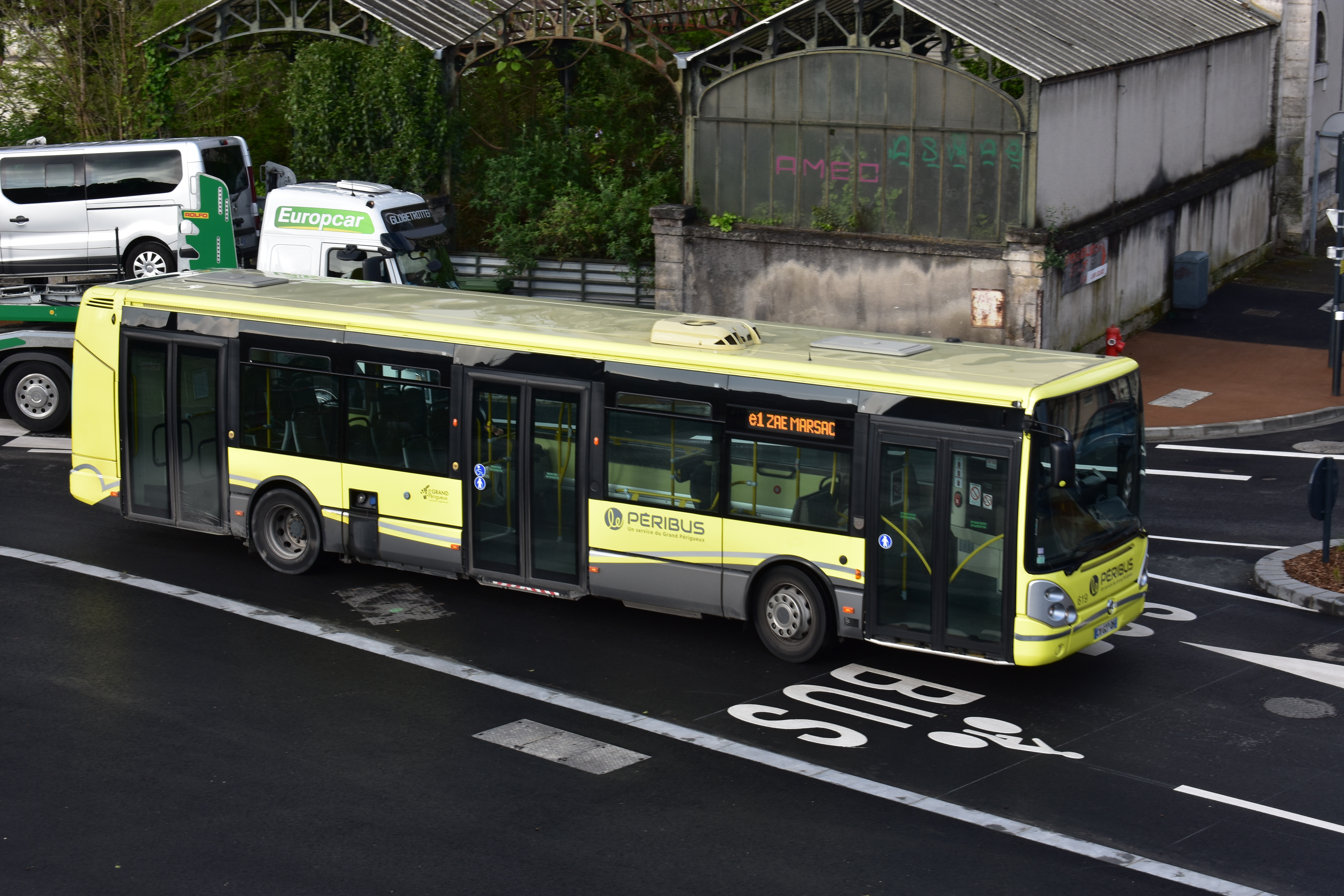
Irisbus Citelis n°619 ligne C.
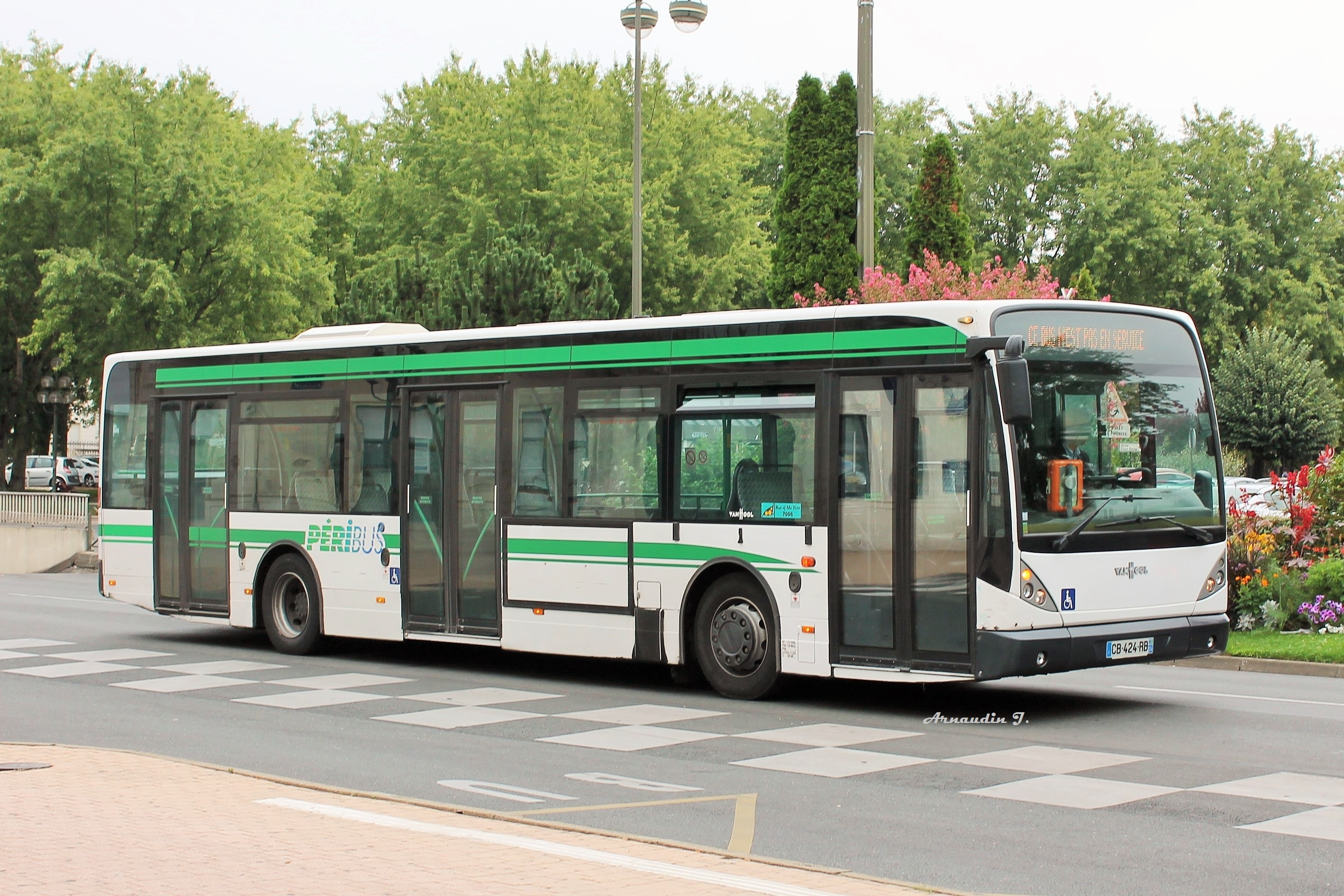
Van Hool New A330 n°603 (réformé) sur la grande boucle.
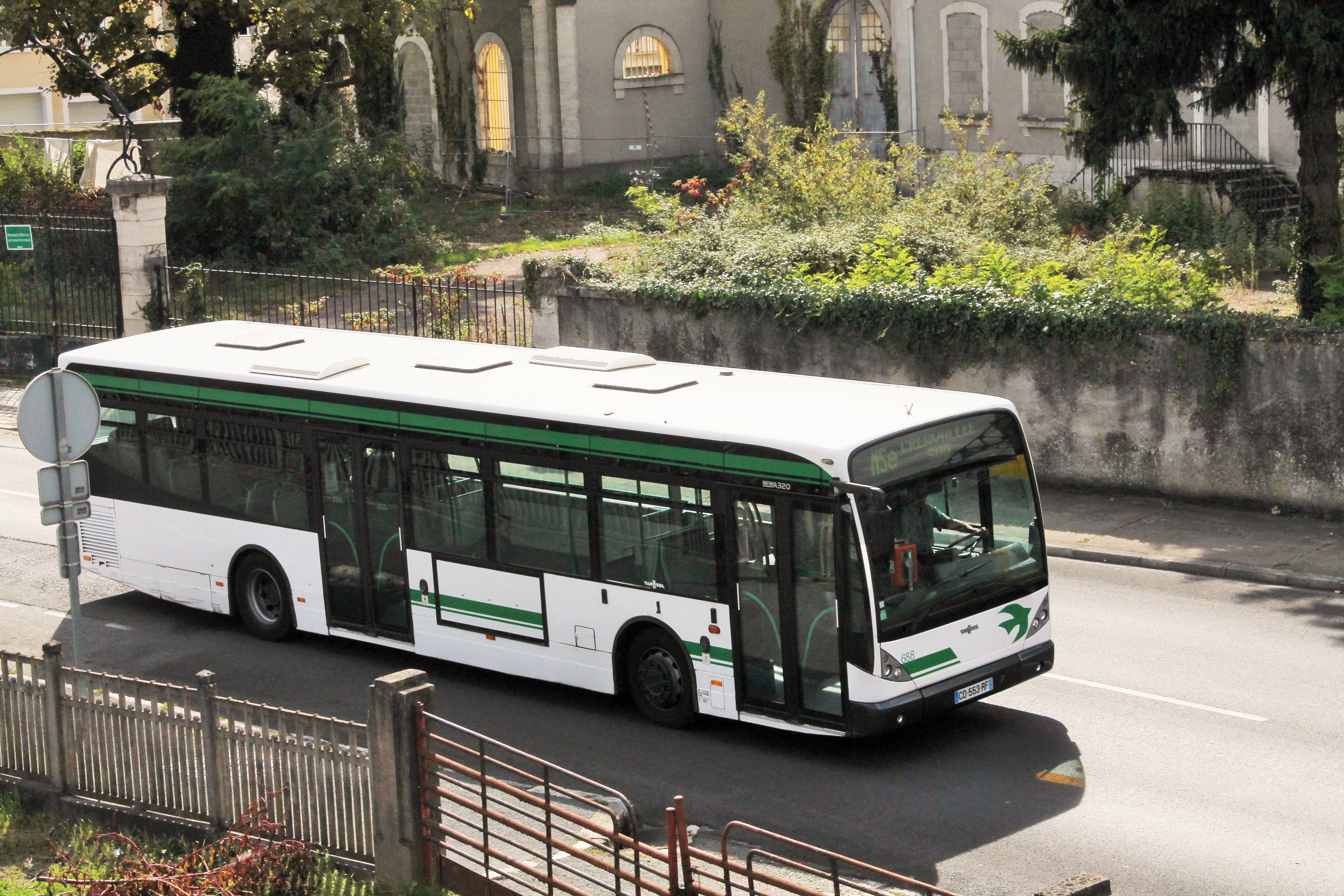
Van Hool New A320 n°688 (réformé) sur la ligne NSe.
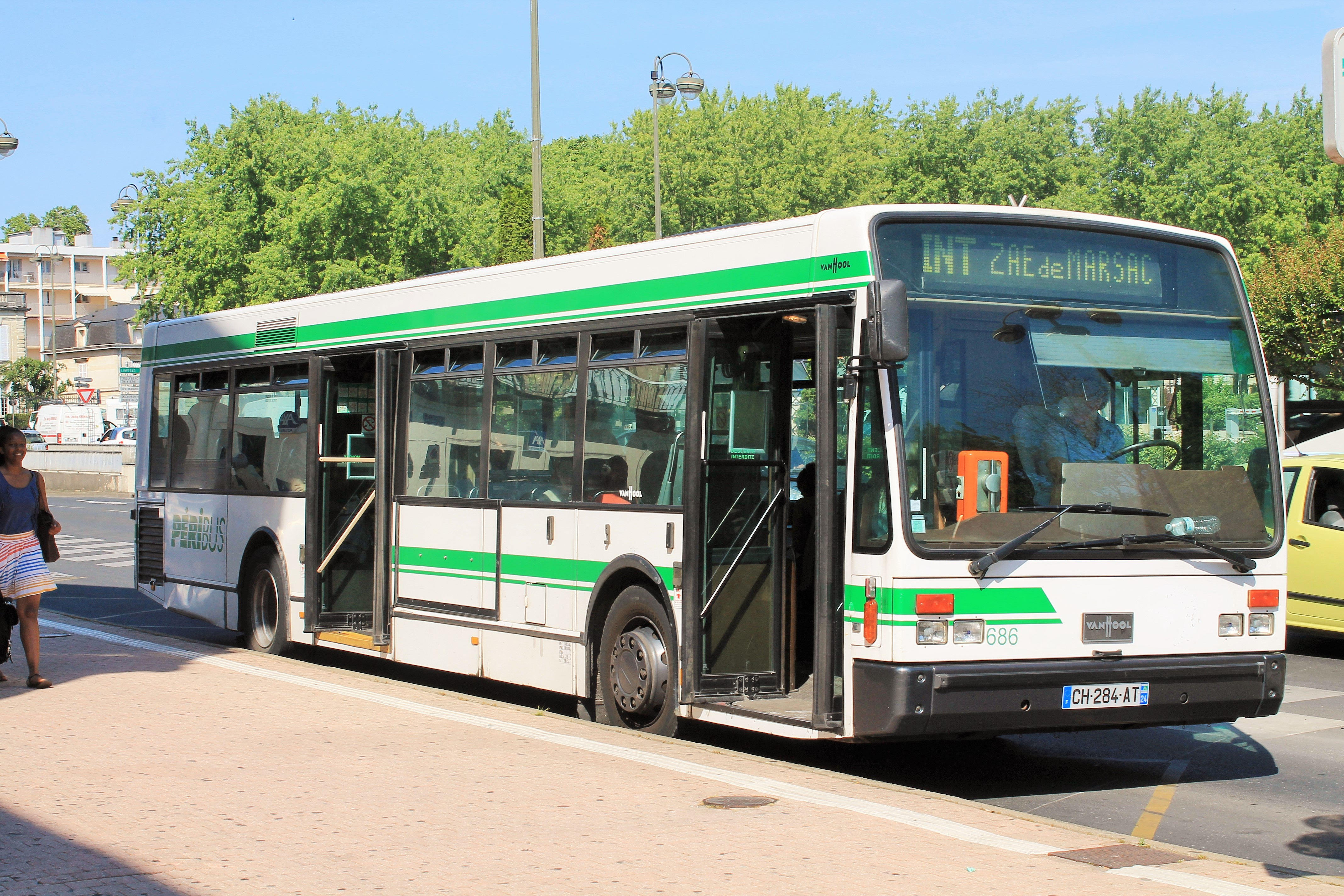
Van Hool A320 n°686 (réformé) au palais de Justice.
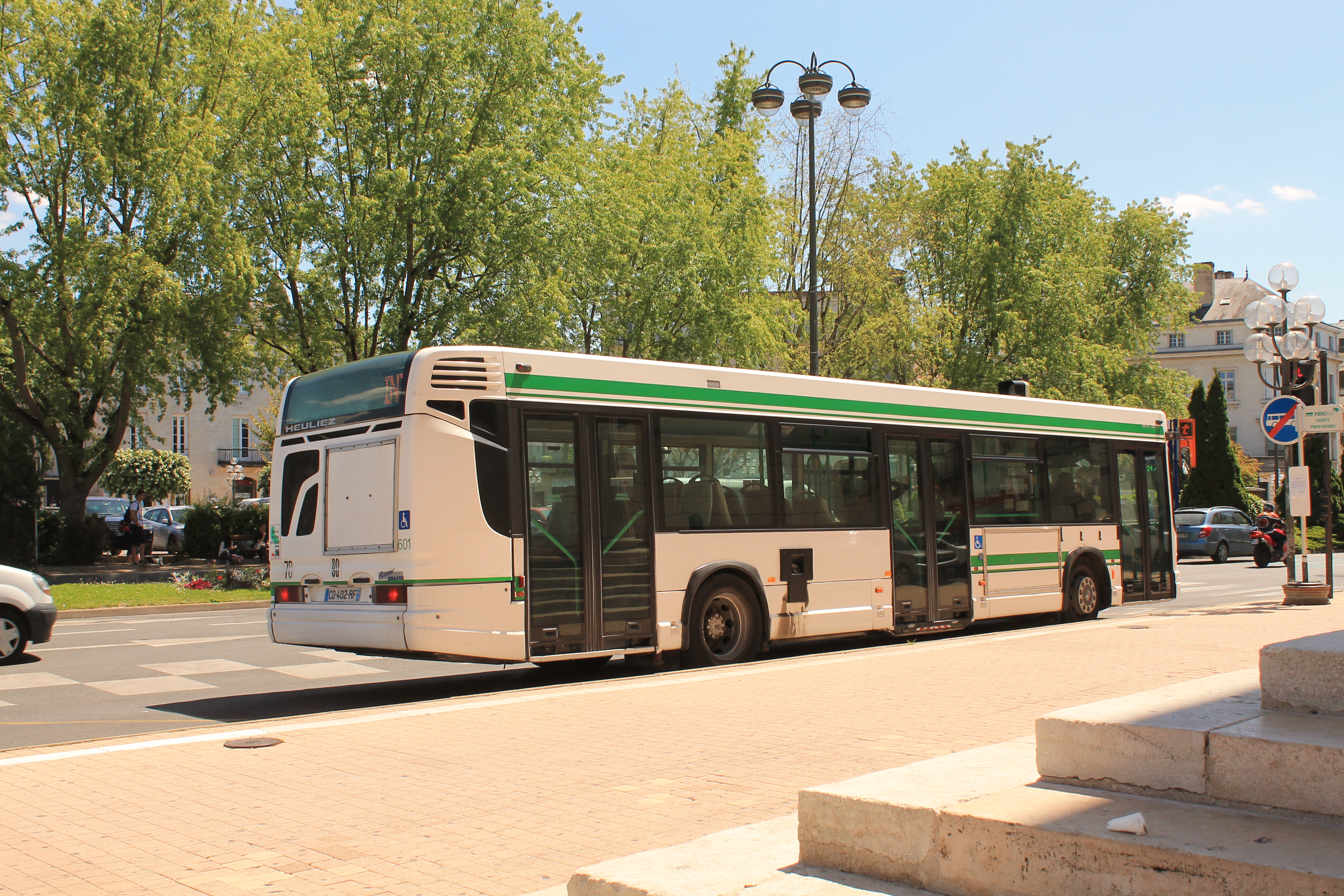
Heuliez GX317 €3 n°601 (réformé).
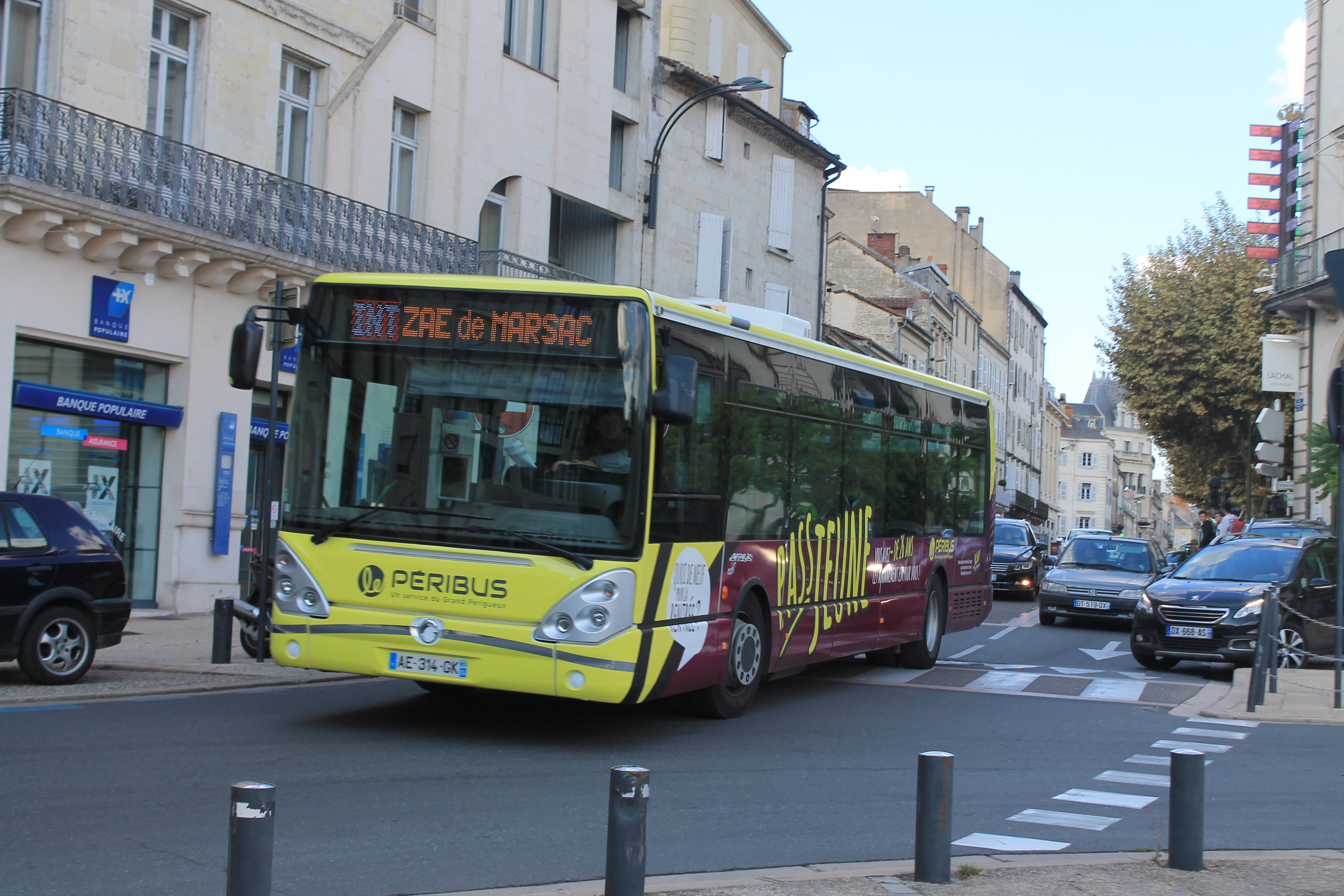
Irisbus Citelis n°607.
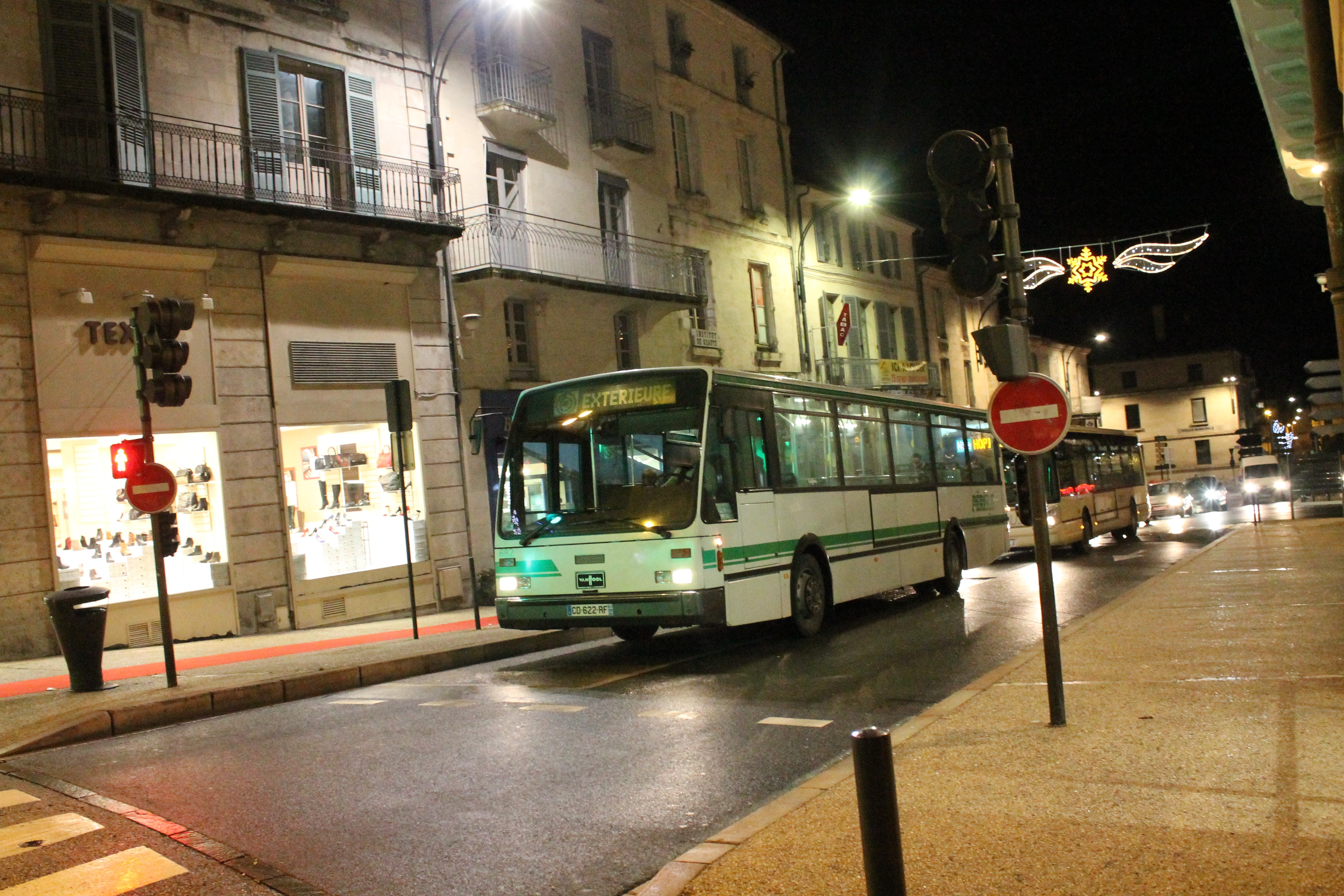
Van Hool A600 n°682 (réformé), place Bugeaud.
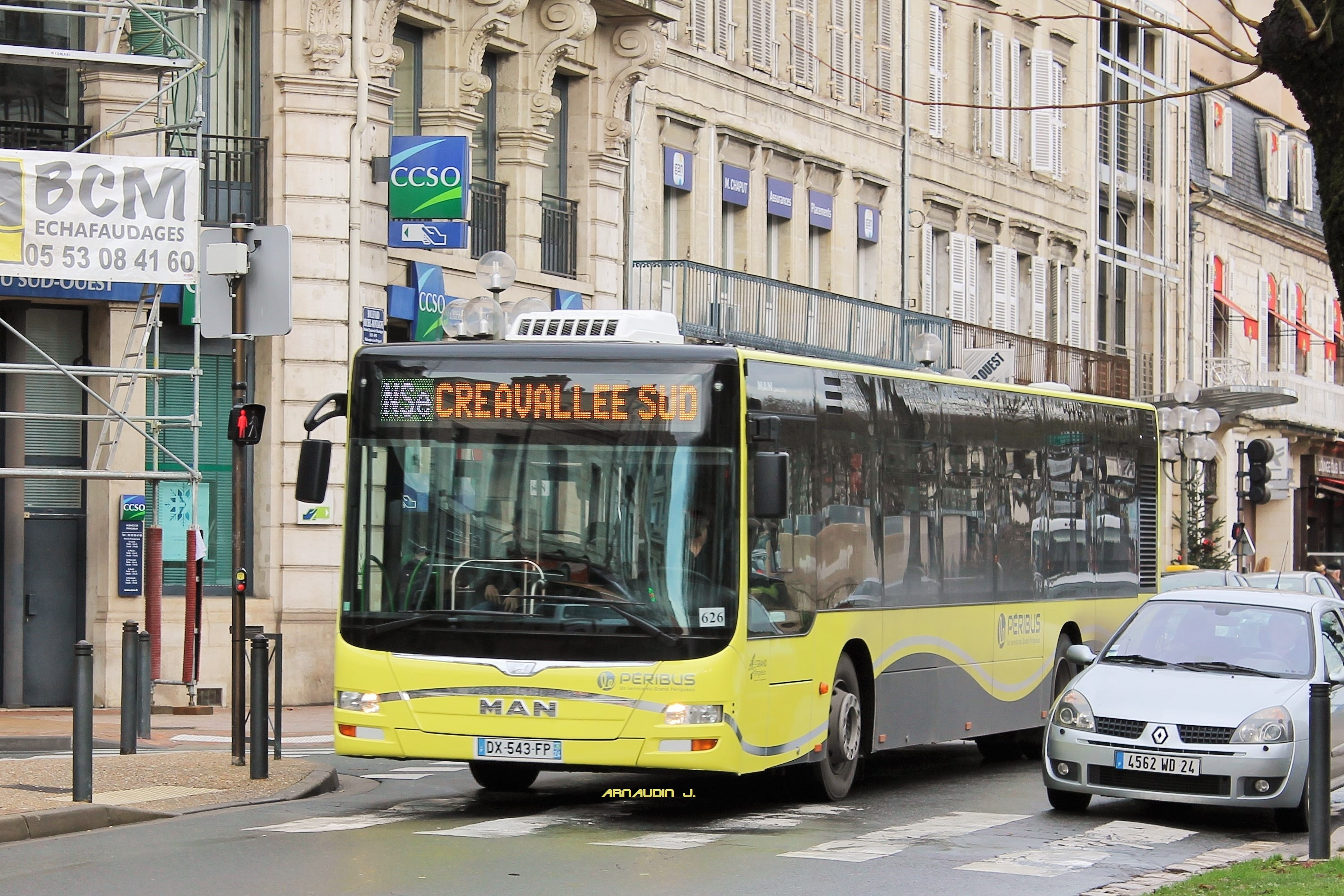
MAN Lion's City A37 n°626.
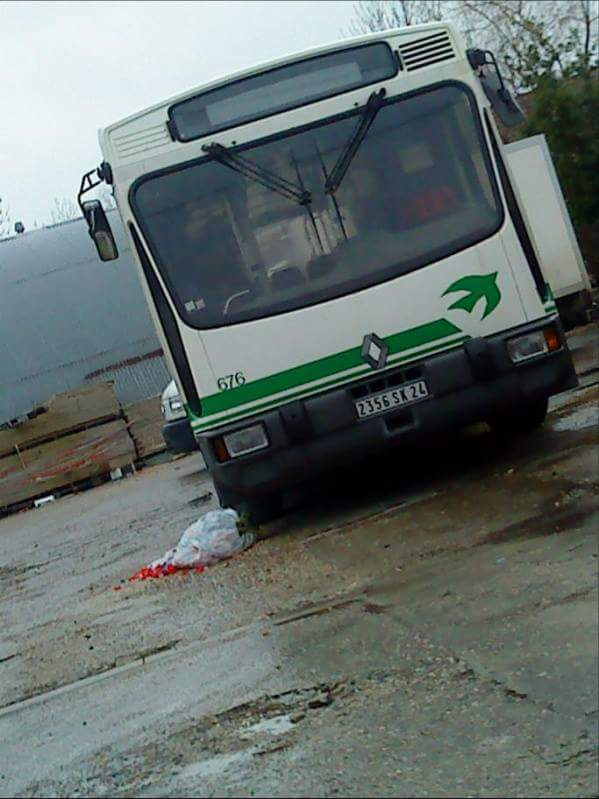
Renault PR100.2 n°676 réformé en 2009.

### Midibus
| Constructeur(s) | Modèle(s)     | Nombre | Année(s)   | Numéros de parc | Commentaires |
| --------------- | ------------- | ------ | ---------- | --------------- | ------------ |
| MAN Truck & Bus | Lion's City M | 10     | 2015       | 712 à 721       |              |
| Mercedes-Benz   | Citaro K C2   | 4      | 2020, 2023 | 722 à 725       |              |

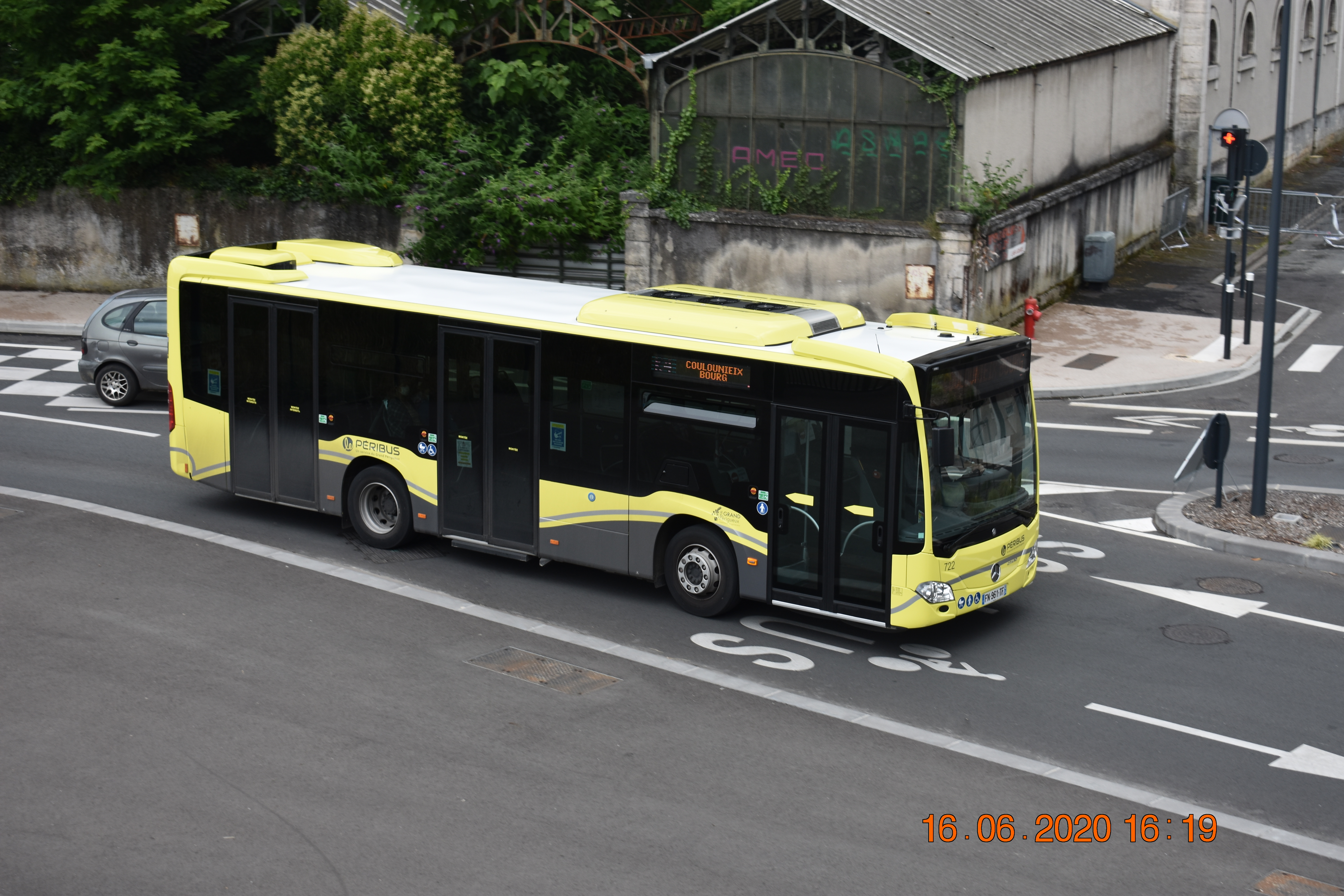
Mercedes Citaro K C2 n°722 au PEM sur la ligne K4.
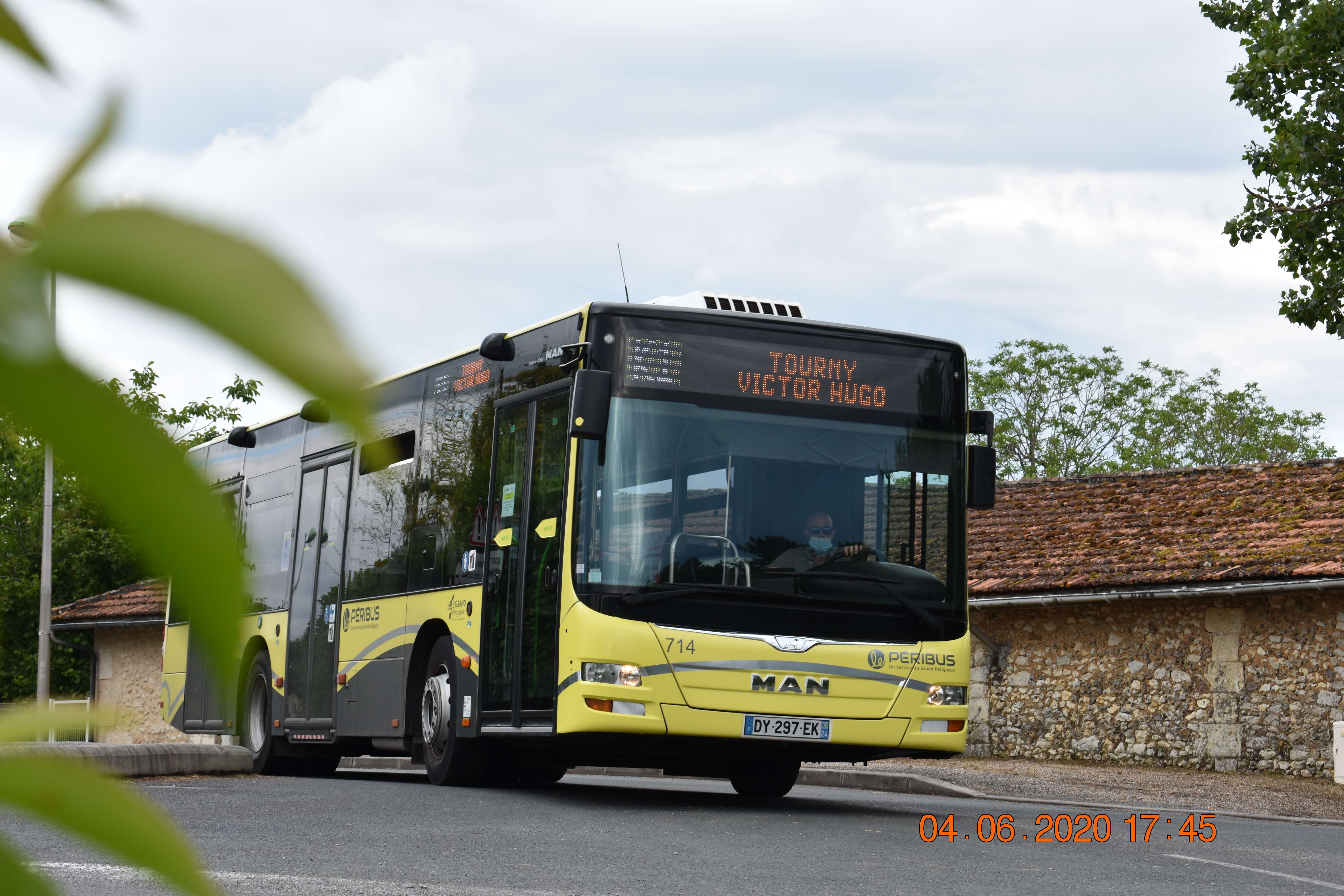
MAN Lion's City M A47 n°714 sur la ligne K4 à Champcevinel.
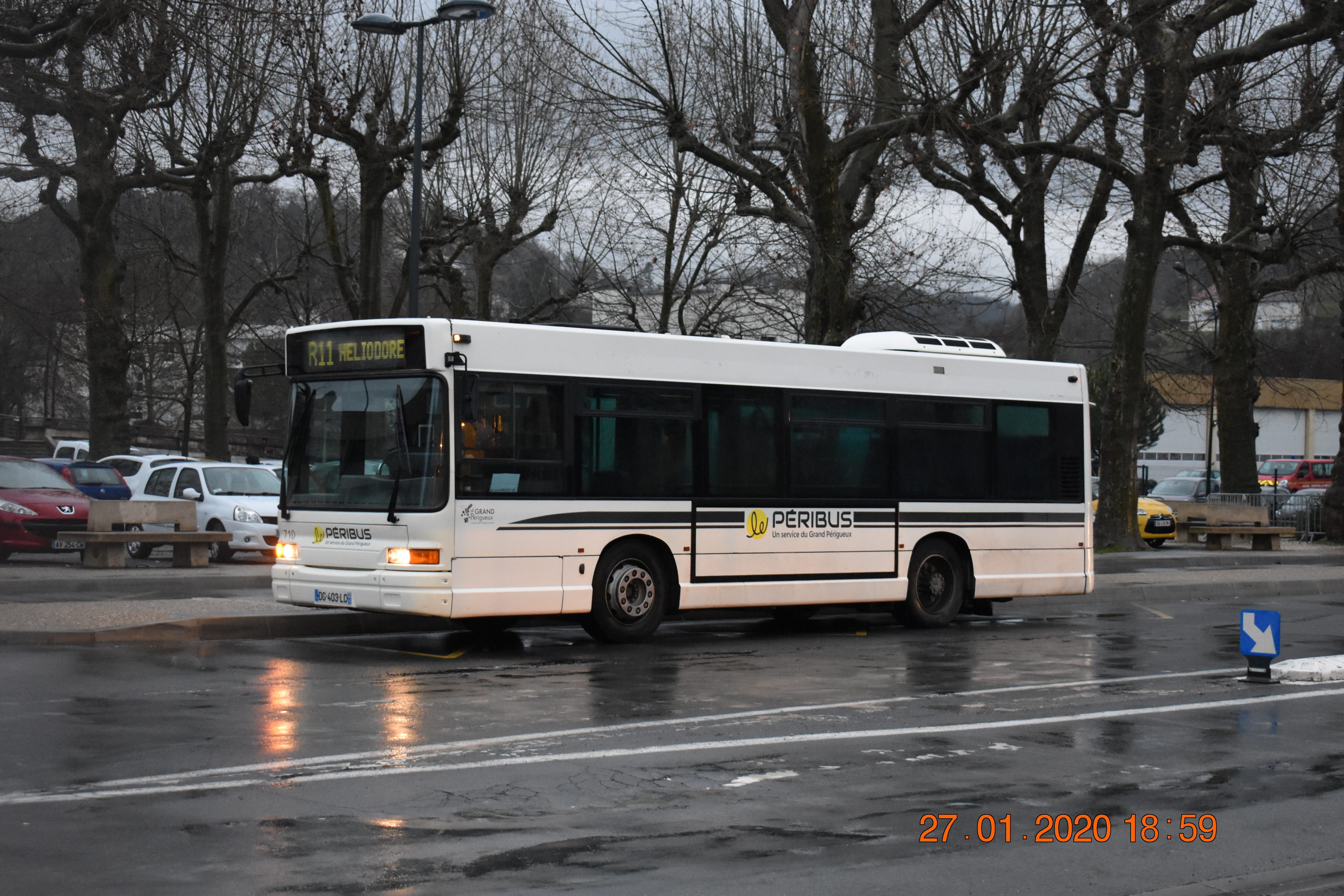
Heuliez GX117 Access'bus n°710 (réformé) sur la ligne R11, place du 8 mai 1945.
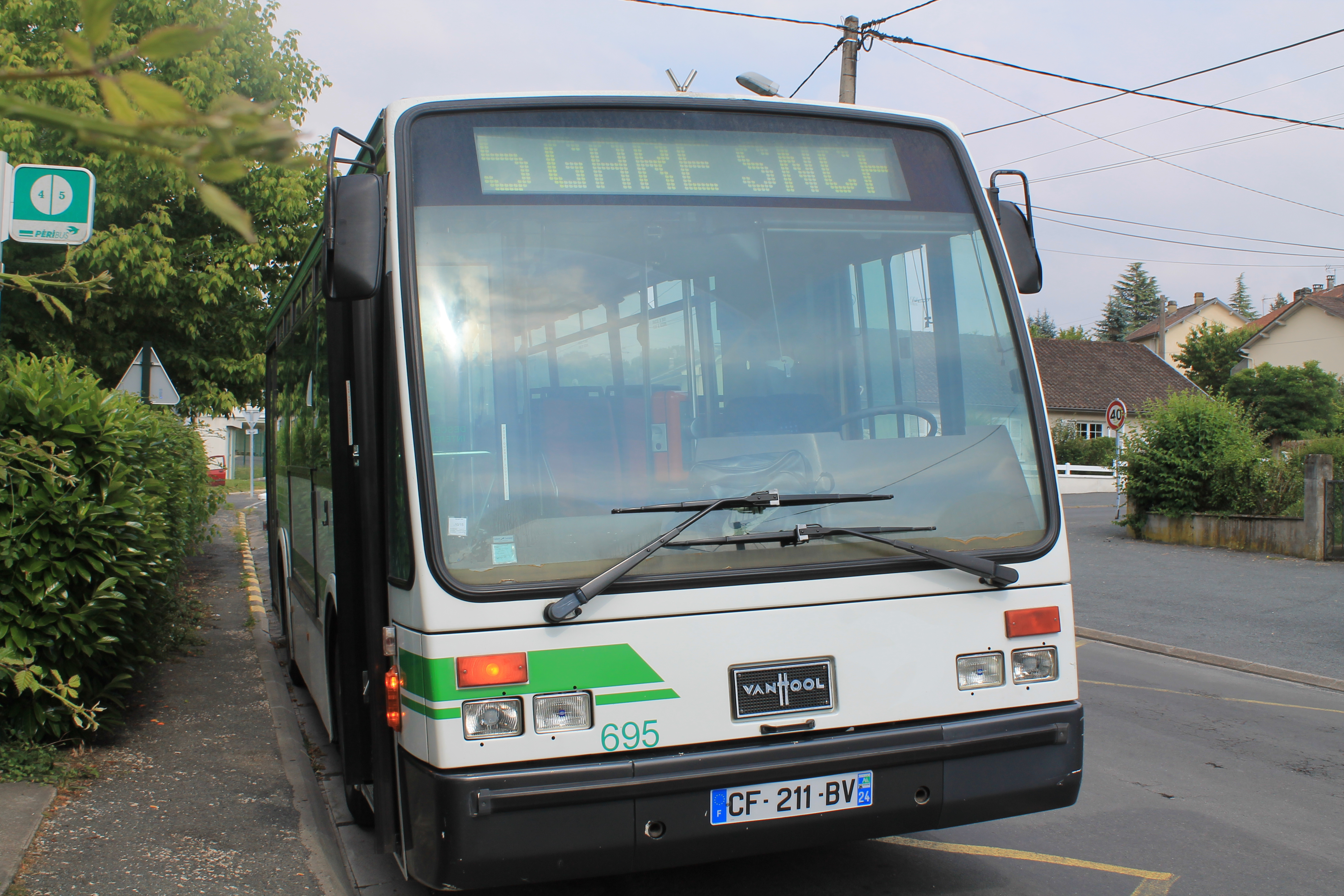
Van Hool A508 n°695 (réformé) sur la ligne 5 aux Mazades.
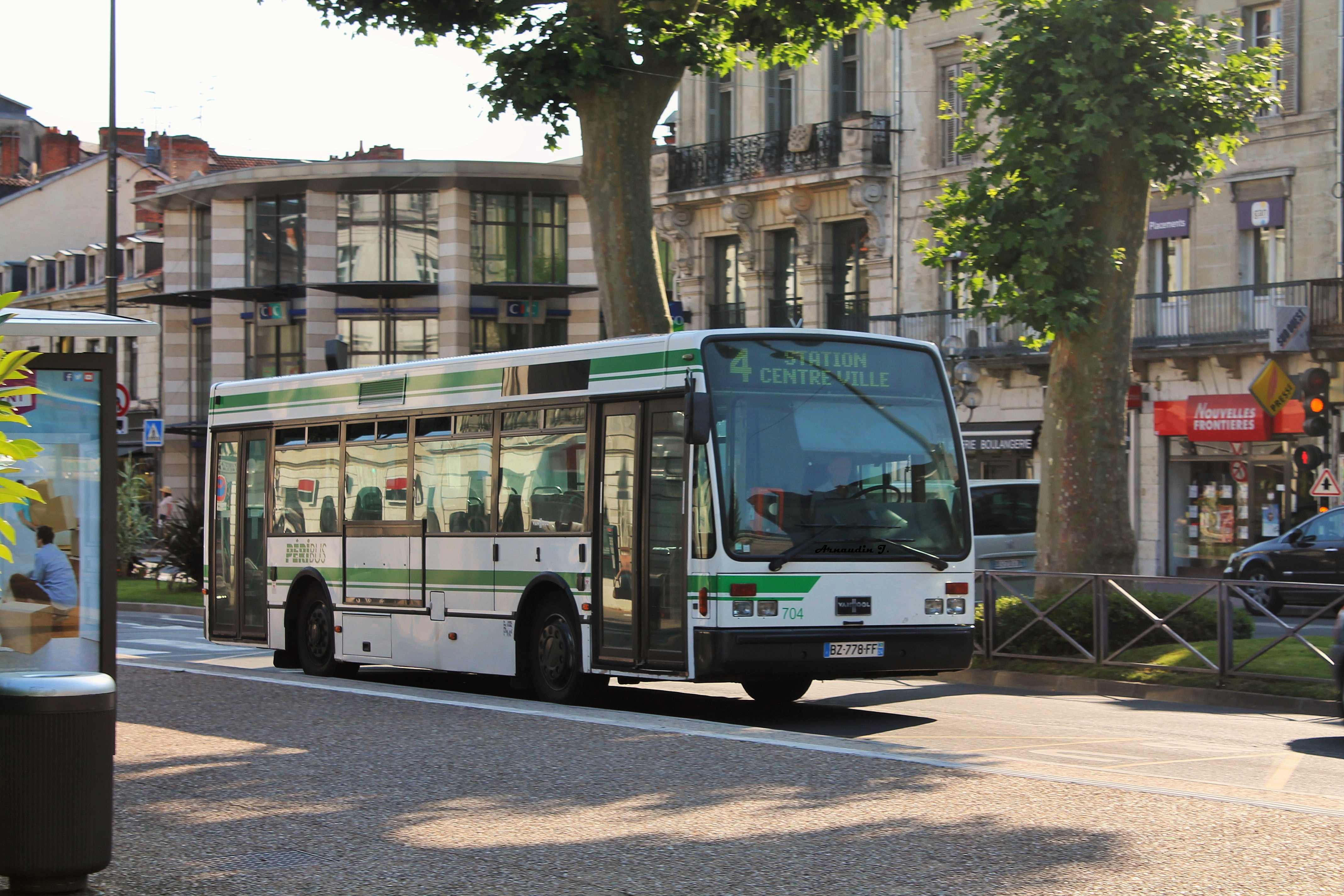
Van Hool A308 n°704 (réformé) sur la ligne 4, boulevard Montaigne.
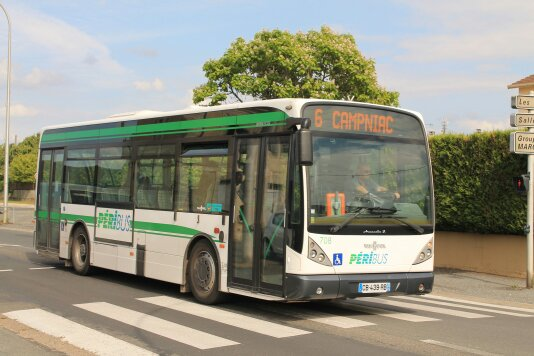
Van Hool New A308 n°706 (réformé) sur la ligne 6, à Trélissac Les Romains.

### Minibus
| Constructeur(s) | Modèle(s)                      | Nombre | Année(s)                         | Numéros de parc        | Commentaires                                                                                             |
| --------------- | ------------------------------ | ------ | -------------------------------- | ---------------------- | --- |
| Dietrich        | Noventis 220                   | 8      | 2004 et 2006 pour les 830 et 831 | 823 à 828, 830 et 831  | Carrossés sur un châssis de Citroën Jumper I. Réformés.                                                  |
| Durisotti       | Novibus                        | 11     | 2006                             | 832 à 842              | Carrossés sur un châssis de Renault Master II. Réforme prévue en fin d'année 2018.                       |
| PVI             | Gépébus Oréos 2X               | 1      | 2011                             | Pas de numéro de parc. | Dérive du Vehixel Cytios, lui-même carrossé sur un châssis d'Iveco Daily. Affecté à la navette gratuite. |
| Renault         | Master II                      | 2      | ?                                | 901 et 902             | Service Handibus                                                                                         |
| Renault         | Master III                     | 2      | 2015                             | 903 et 904             | Service Handibus                                                                                         |
| Mercedes        | Mercedes-Benz Sprinter City 75 | 6      | 2019, 2020                       | 850, 851, 852 à 855    | Remplacent les derniers Dietrich Noventis 220 (base Citroën Jumper 1 phase 2).                           |
| Mercedes        | Mercedes-Benz Sprinter City 45 | 4      | 2020                             | 856 à 859              | Remplacent les derniers Dietrich Noventis 220 (base Citroën Jumper 1 phase 2).                           |

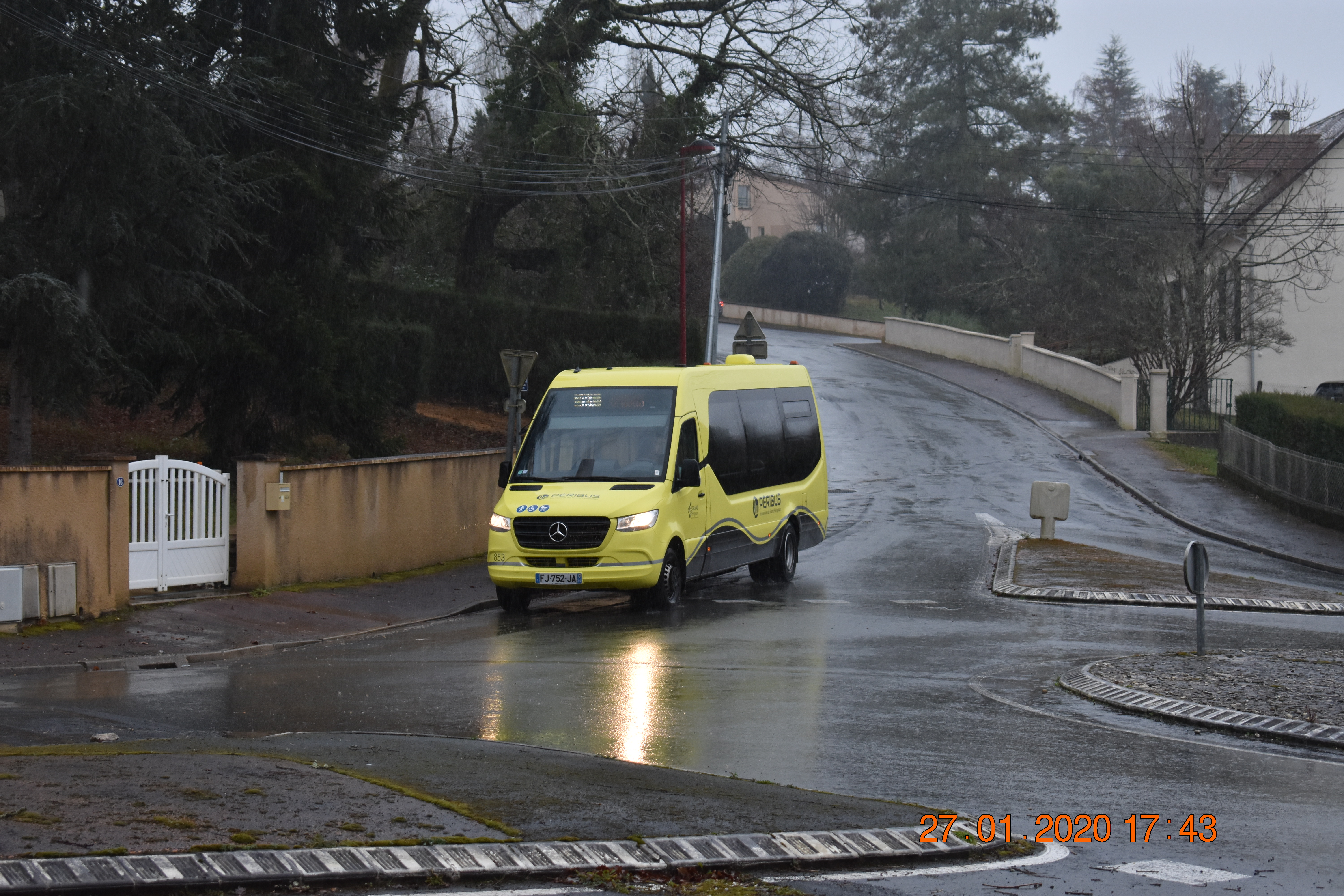
Mercedes Sprinter City 75 sur la ligne K1.
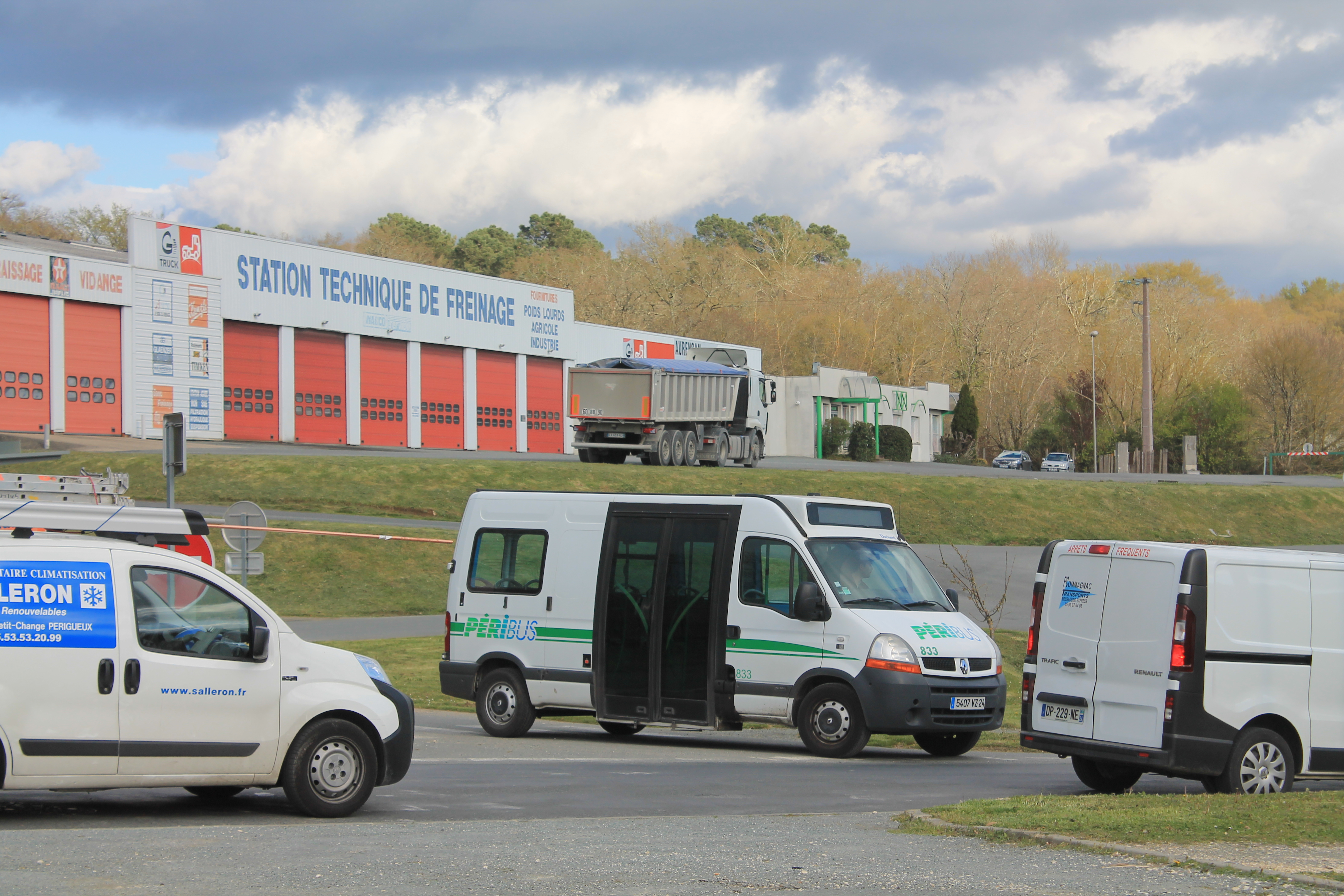
Dietrich Novibus (Renault Master 2 phase 2) n°833 (réformé) sur la ligne 11.
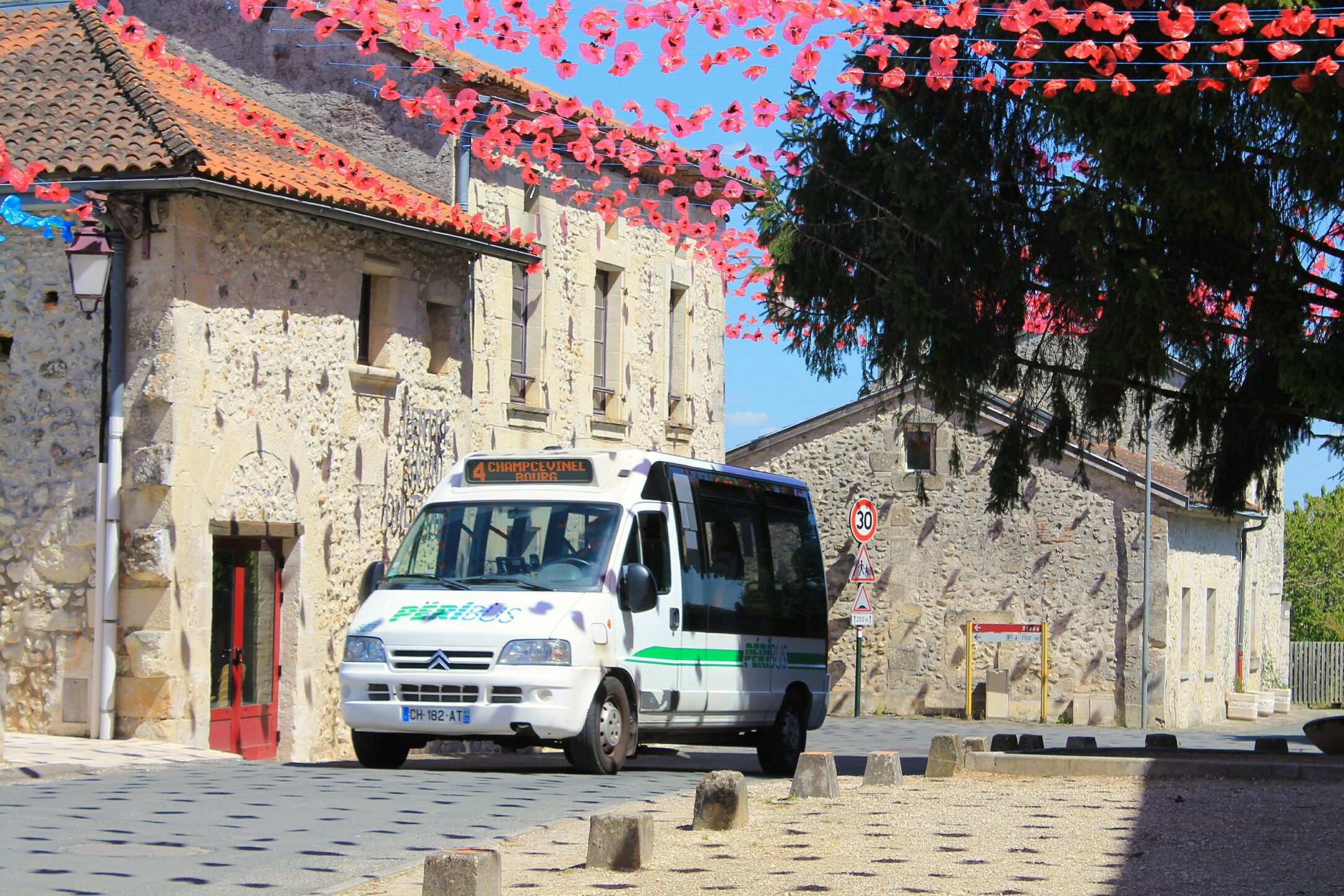
Dietrich Noventis 220 (Citroën Jumper 1 phase 2) n°823 (réformé) au bourg de Champcevinel.

## Exploitation

### Autorité organisatrice
Créé le 31 janvier 1994 par arrêté préfectoral, le « syndicat mixte Péribus » rassemble la communauté d'agglomération périgourdine (CAP) et la commune de Boulazac. Il est jusqu'à sa dissolution le 1er janvier 2014 l'autorité organisatrice de transport urbain (OATU) sur le périmètre des quatorze communes concernées, qui constitue le périmètre de transport urbain (PTU).
Il a son siège dans les locaux de la CAP et est le propriétaire du réseau, dont il définit les lignes, les fréquences et assume le déficit. Depuis l'arrêté préfectoral du 5 décembre 2005, il gère également les « études générales relatives à l'organisation des transports, des déplacements, de la circulation, du stationnement dans le périmètre de transport urbain (PTU) et notamment, dans ce cadre, [à] l'élaboration d'un plan de déplacements urbains (PDU) ». Le syndicat n'a pas de salarié, mais, étant administré par la CAP depuis le 24 avril 1995, c'est elle qui met 1,5 à 2 agents pour le gérer, moyennant le remboursement de leur coût.
Les décisions de Péribus sont prises par son comité syndical, constitué d'élus de la communauté d'agglomération périgourdine (CAP) et du conseil municipal de Boulazac, et qui compte soixante conseillers en exercice.
Le syndicat mixte Péribus disparaît le 1er janvier 2014, lorsque les communes constituant l'ancienne communauté de communes Isle Manoire en Périgord ont rejoint la CAP pour former une nouvelle intercommunalité élargie, Le Grand Périgueux, ; c'est cette dernière qui gère actuellement le réseau.

### Identité visuelle

#### Logos

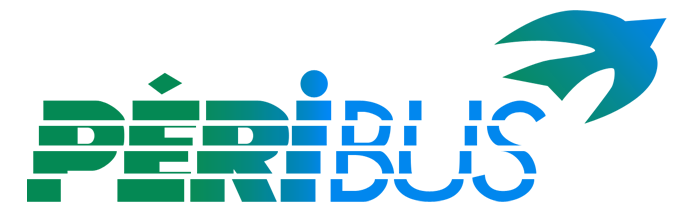
Logo de Péribus de 2004 à 2011.
Logo d'Handibus de 2004 à 2011.
Logo de Péribus de 2014 à 2015.
Logo de Péribus depuis décembre 2015.

#### Livrée des véhicules
- 1987 à 1995 : deux bandes vert clair sur fond blanc ;
- 1996 à 2003 : deux bandes vert foncé sur fond blanc ;
- 2004 à 2011 : relifting de la livrée précédente, ainsi que du logo qui du tout vert passe au vert et bleu ;
- 2011 à 2013 : livrée de couleur jaune sable de rivière sans découpe spécifique ;
- 2015 : livrée grise, en forme de courbes, sur fond jaune.

Le Gépébus Oréos 2X, minibus électrique qui assure la navette du centre-ville de Périgueux, dispose quant à lui d'une livrée spécifique représentant des bulles multicolores.

### Personnel d'exploitation
À sa création en 2013, l'EPIC emploie 89 salariés, correspondant à la reprise des effectifs du précédent exploitant du réseau de bus et de ceux du service de transport de personnes handicapées. Début 2018, le nombre de salariés est resté stable, et comporte 64 chauffeurs.

### Tarification
Le réseau Péribus est payant. Le ticket individuel est vendu à l'unité dans les autobus (1,30 € en 2019, ou 3,00 € pour toute une journée), et par dix (8,00 € en 2019) à l'Espace Transport, sur la boutique en ligne, chez les dépositaires, et dans les mairies des communes desservies, sauf celles de Champcevinel et de Périgueux. Le ticket est valable jusqu'à une heure et demie après son compostage.
Au plein tarif en 2019, le pass mensuel (valable 31 jours à partir de la première validation) coûte 15 euros et le pass annuel (valable 365 jours à partir de la première validation) revient à 150 euros ; ils sont dégressifs en fonction des revenus. Depuis avril 2013, le réseau applique la réduction de 50 % minimum pour les personnes dont les ressources sont inférieures ou égales au plafond donnant droit à la CMUC prévue par la loi SRU.
D'autres formules d'abonnement à tarifs réduits existent pour les moins de 26 ans et les séniors.
Un système de billettique a remplacé les tickets et abonnements en 2015,.
Des élus PCF et EÉLV à la communauté d'agglomération périgourdine proposent en 2013 d'instaurer la gratuité des autobus, pour des raisons sociales et environnementales.

### Financement
Le service est financé par le versement mobilité, des recettes de billetterie et des subventions payées essentiellement par le Grand Périgueux.
Le taux de cette taxe payée par les entreprises de plus de neuf salariés implantées dans les communes du périmètre de transport urbain au bénéfice de la communauté d'agglomération a été porté le 1er mars 2012 de 0,60 à 0,90 %. La recette escomptée en 2012 s'élève à 5,6 millions d'euros.
Le chiffre d'affaires de Péribus est évalué pour 2013 à 6 500 000 €, alors qu'il s'élevait à 6 283 000 € en 2011.
En 2014, Péribus fait partie des cinq budgets du Grand Périgueux. Les transports Péribus représentent 10 130 000 € du budget total de l'intercommunalité, comprenant 9 050 000 € pour son développement et son fonctionnement, et 1 080 000 € pour renouveler le parc des véhicules. Cette somme comprend le reversement des recettes du versement transport perçues par l'agglomération.
| Nature des produits et des charges                                                                              | 2005        | 2006        |
| --- | ----------- | ----------- |
| Commune de Boulazac — participation aux transports scolaires                                                    | 113 €       |             |
| Commune de Coulounieix-Chamiers — participation aux transports scolaires                                        | 57 816 €    | 48 609 €    |
| Recettes publicitaires Abribus                                                                                  | 48 878 €    | 119 396 €   |
| Solde restitué par la société délégataire (2002 et 2003)                                                        | 148 803 €   |             |
| Produits reversés par la société délégataire                                                                    | 0 €         | 994 739 €   |
| Total produits commerciaux                                                                                      | 255 610 €   | 1 162 744 € |
| Versement de recettes garanties à la société délégataire de service public au titre de 2005                     | 3 638 974 € |             |
| Rappels de recettes garanties et primes d'intéressement au titre de 2003 et 2004 (en 2005) et de 2005 (en 2006) | 110 997 €   | 13 302 €    |
| Transports scolaires                                                                                            | 165 941 €   | 143 682 €   |
| Transports Handibus                                                                                             | 110 930 €   |             |
| Contrats de prestations de service avec la société titulaire du marché et ses sous-traitants                    |             | 4 704 689 € |
| Total charges                                                                                                   | 4 026 842 € | 4 861 672 € |
| Coût net restant à la charge du Syndicat mixte                                                                  | 3 771 232 € | 3 698 929 € |
| Coût net hors opérations sur exercices antérieurs                                                               | 3 809 038 € | 3 685 627 € |

### Impact socio-économique
| 1987   | 1991   | 1994   | 1996   | 2001   | 2013   |
| ------ | ------ | ------ | ------ | ------ | ------ |
| 106 km | 136 km | 200 km | 167 km | 180 km | 222 km |

| 1987    | 1991    | 2001      | 2013      |
| ------- | ------- | --------- | --------- |
| 480 000 | 613 000 | 1 220 000 | 1 513 413 |

| 1987    | 1996      | 2010      | 2013      |
| ------- | --------- | --------- | --------- |
| 773 000 | 2 257 000 | 2 034 000 | 2 258 365 |